# Histoire du peuplement de la France
L'histoire du peuplement de la France commence au Paléolithique inférieur avec l'Homme de Tautavel, auquel succède l'Homme de Néandertal au Paléolithique moyen. Les premiers hommes modernes arrivent d'Afrique via le Proche-Orient au début du Paléolithique supérieur, remplaçant progressivement, entre environ 42 000 et 35 000 ans avant le présent (AP), les populations néandertaliennes antérieures. Vers 5500 av. J.-C., les premiers agriculteurs européens, originaires d'Anatolie, arrivés par la Méditerranée puis par la vallée du Danube, s'installent sur le territoire actuel de la France, en y apportant l'agriculture : c'est le début du Néolithique. Ils supplantent en grande partie les chasseurs-cueilleurs du Mésolithique. À partir d'environ 2600 av. J.-C., un nouveau remplacement de population de grande ampleur a lieu avec l'arrivée de bergers nomades en provenance de la steppe pontique, issus de la culture Yamna et locuteurs de langues indo-européennes.
Vers le VIe siècle av. J.-C., les Celtes auraient investi le territoire depuis l'Est, à moins qu'ils aient déjà été présents à l'Âge du bronze à travers la culture des champs d'urnes. L'expansion de la culture de Hallstatt puis de La Tène leur est attribuée : c'est la naissance de la Gaule. Elle tombe sous domination romaine au cours d'une période allant du IIe au Ier siècle av. J.-C. L'Empire romain accueille des peuples germaniques à partir du IIIe siècle, et profitant du déclin de l'empire, d'autres Germains, notamment Francs, Alamans, Burgondes et Wisigoths, commencent à s'installer en Gaule sous juridiction romaine, avant d'imposer finalement leur domination sur le territoire au Ve siècle, avec toutefois un apport démographique minoritaire au Nord et très faible au Sud.
Aux Ve et VIe siècles, des communautés entières de Bretons insulaires émigrent en Armorique depuis les régions du Sud-Ouest de la Bretagne insulaire. Des populations de Vikings, principalement venues du Danemark, s'installent en Normandie au début du Xe siècle.
Aux XIXe et XXe siècles, une immigration intra-européenne a lieu, principalement italienne, espagnole et portugaise. Après la Seconde Guerre mondiale, une immigration de populations d'origine extra-européenne se met en place, provenant en grande partie du second empire colonial. La population juive, présente depuis l'antiquité, connait un essor lorsque les juifs d'Afrique du Nord se réfugient en France lors de la décolonisation.

## Premiers peuplements

### Paléolithique
Les plus anciens ossements fossiles humains connus en France sont ceux de l'Homme de Tautavel, datés de 570 000 à 400 000 ans (Paléolithique inférieur), mis au jour à la caune de l'Arago, dans les Pyrénées-Orientales. Ils sont généralement attribués à l'espèce Homo heidelbergensis.

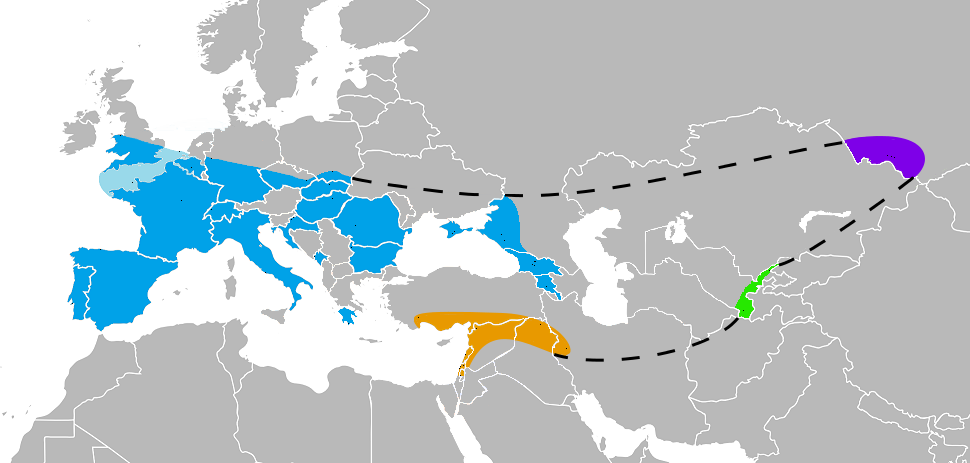
Répartition de l'Homme de Néandertal, présence avérée :
en Europe
au Moyen-Orient
en Asie centrale
dans l'Altaï

Extension de la culture Aurignacienne, qui coïncide avec l'arrivée d'Homo sapiens.

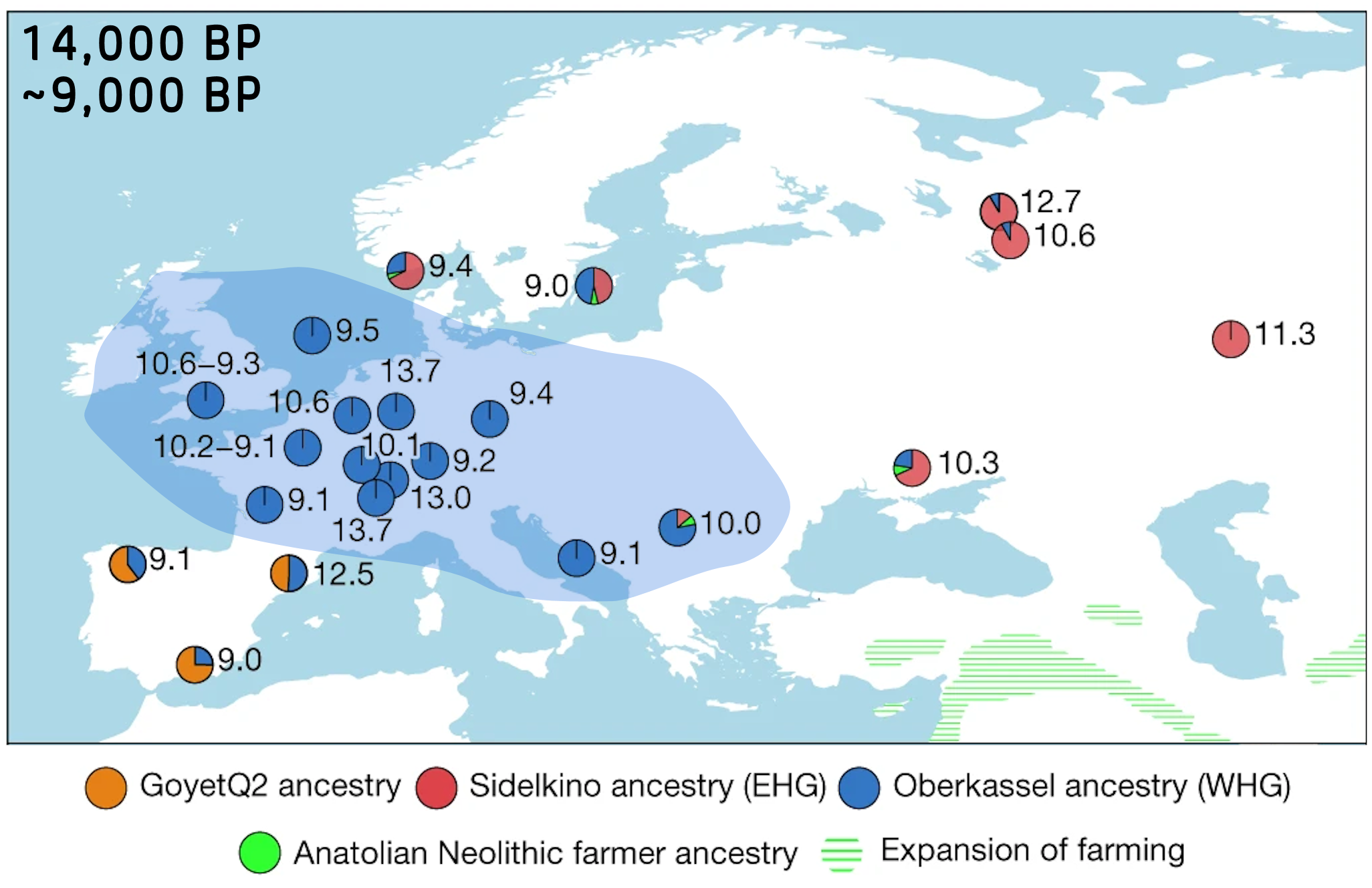
Ascendance génétique des chasseurs-cueilleurs en Europe entre 14 ka et 9 ka, avec la zone principale des chasseurs-cueilleurs occidentaux (WHG) en bleu. Les numéros individuels correspondent aux dates d’échantillonnage calibrées.

L'Homme de Néandertal est connu notamment par les fossiles de Tourville-la-Rivière, en Normandie, datés d'environ 210 000 ans,. Parmi les fossiles de Néandertaliens récents, il faut mentionner les squelettes de La Chapelle-aux-Saints (environ 60 000 ans avant le présent (AP)), dont le bon état de conservation est lié à son inhumation dans une sépulture, l'une des plus anciennes connues en Europe et la plus ancienne en France, et ceux du Moustier et de La Ferrassie. Il y a également de nombreuses traces de l'homme de Néandertal en Charente et ses environs, d'environ 230 000 ans AP à leur extinction.
Les premiers hommes modernes arrivent en Europe de l'Ouest au début du Paléolithique supérieur, remplaçant progressivement, entre environ 42 000 et 35 000 ans AP, les populations néandertaliennes antérieures. La population européenne fluctue durant le Paléolithique supérieur en fonction des cycles climatiques, augmentant lors des brèves périodes de redoux et chutant lors des phases de froid les plus aigües. Le dernier maximum glaciaire, il y a environ 21 000 ans, voit un quasi-dépeuplement du continent européen, en dehors des péninsules refuges que sont alors l'Espagne, l'Italie, et les Balkans. Lors du recul des glaciers, à partir de 19 000 ans AP, l'Europe est repeuplée par des chasseurs-cueilleurs issus de ces péninsules. Les études paléogénomiques montrent que plusieurs groupes génétiquement distincts existaient à travers l'Europe au Paléolithique. En Europe occidentale, un groupe d'ascendance associé à la culture du Magdalénien du Paléolithique supérieur (environ 20 000 à 14 000 cal A.P., et appelé groupe d'ascendance « Magdalénien ») était prédominant pendant le dernier maximum glaciaire. Une autre vague arrive vers 14 500 ans AP depuis le sud-est de l'Europe.
Selon une estimation, la population aurait été multipliée par quatre entre 100 000 et 17 000 ans AP, avec environ 3 000 à 4 000 habitants vers 100 000 ans AP (soit moins de 0,006 hab./km2), 8 à 10 000 habitants entre 40 000 et 20 000 ans AP (soit environ 0,015 hab./km2, ou environ une centaine d'habitants pour un territoire ayant la taille d'un département français), et peut-être 14 000 habitants au Magdalénien (vers 17 000 ans AP). Selon une autre étude basée sur le Sud-Ouest de la France, lorsque les Homo sapiens ont remplacé les Néandertaliens, entre 42 000 et 35 000 ans AP, la population aurait été multipliée par au moins dix.
| Période préhistorique                            | de        | à       | Population selon une sélection des gisements préhistoriques selon l’Atlas archéologique universel | Population selon une sélection des gisements préhistoriques selon la « Préhistoire française » |
| ------------------------------------------------ | --------- | ------- | ------------------------------------------------------------------------------------------------- | ---------------------------------------------------------------------------------------------- |
| Paléolithique inférieur (dates avant le présent) | 1 200 000 | 350 000 | 1 961                                                                                             | 1 966                                                                                          |
| Moustérien                                       | 350 000   | 43 000  | 3 189                                                                                             | 3 834                                                                                          |
| Aurignacien et Gravettien                        | 43 000    | 24 000  | 6 280                                                                                             | 3 262                                                                                          |
| Solutréen                                        | 24 000    | 18 000  | 42 370                                                                                            | 5 989                                                                                          |
| Magdalénien                                      | 18 000    | 14 000  | 14 769                                                                                            | 10 188                                                                                         |
| Mésolithique (dates av. J.-C.)                   | -9 700    | -5 200  | 12 343                                                                                            | 13 029                                                                                         |
| Néolithique                                      | -5 200    | -2 200  | 36 266                                                                                            | 20 350                                                                                         |

Les populations européennes de l'époque de Cro-Magnon (Gravettien) n'ont participé qu'à la marge au patrimoine génétique des populations européennes actuelles. Depuis le début de l’Holocène, la France et l’Europe occidentale et centrale en général, sont habitées par un groupe génétiquement distinct de chasseurs-cueilleurs, dénommés dans la littérature scientifique chasseurs-cueilleurs occidentaux (WHG), les ancêtres des WHG étant des populations associées à la culture épigravettienne. Les groupes précédents ont ainsi été largement remplacés par ce groupe WHG, sauf dans la péninsule ibérique et dans une certaine mesure dans le sud-ouest de la France. Les chasseurs-cueilleurs occidentaux sont reconnus comme une composante ancestrale distincte contribuant à l'ascendance de la plupart des Européens modernes.

### Néolithique

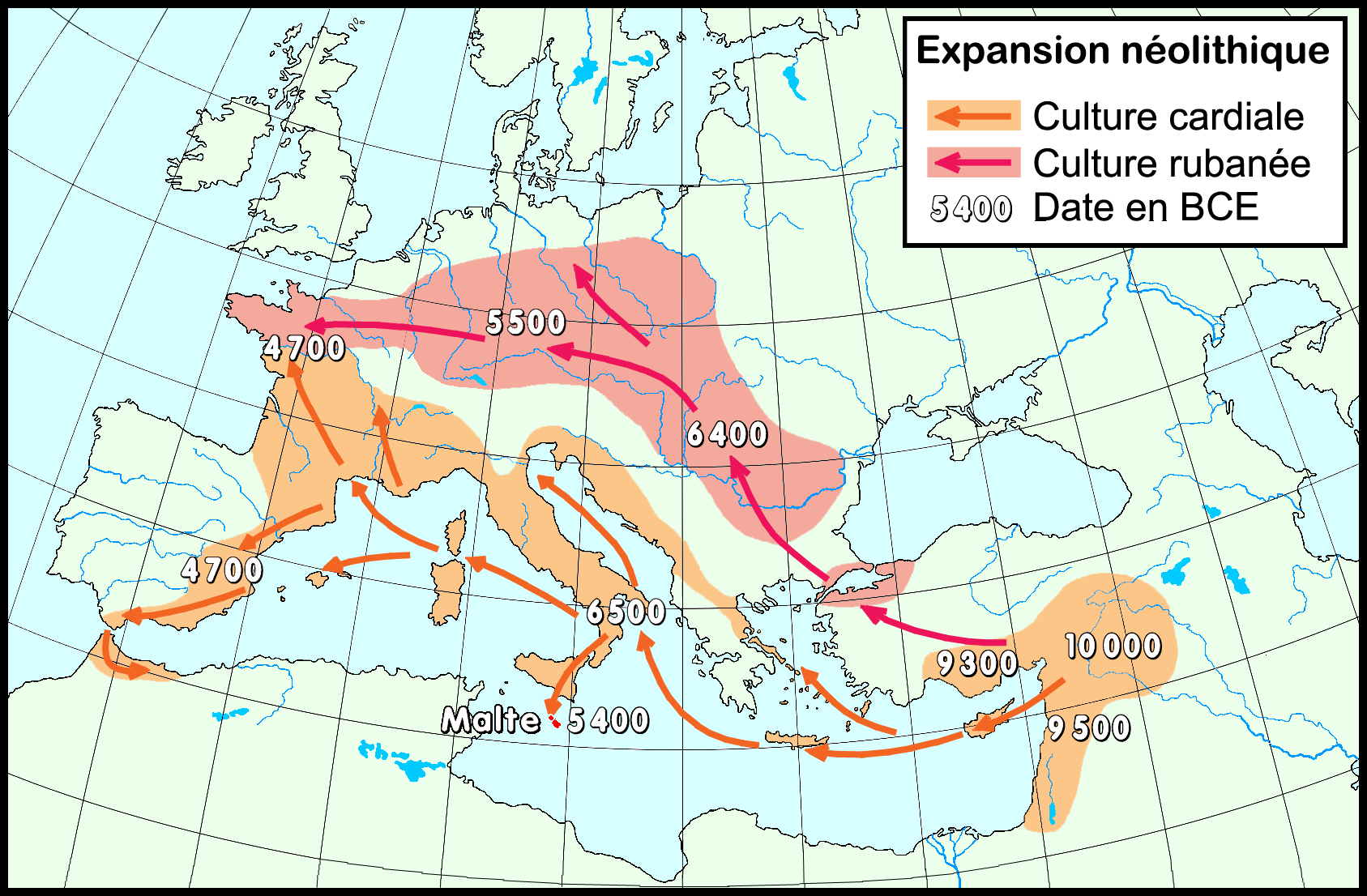
Expansion néolithique de la culture de la céramique cardiale et de la culture rubanée en Europe d'après l'archéologie

Comme dans le reste de l'Europe, les premiers fermiers néolithiques présents sur le territoire français sont une population très homogène venue d'Anatolie. On observe deux grands courants de néolithisation, le courant danubien (culture rubanée) et le courant méditerranéen (culture de la céramique cardiale), qui sont en réalité le fait d'une seule et unique population colonisatrice issue d'une seule et même source commune qui a conquis la majeure partie de l'Europe, avec un mélange limité avec les chasseurs-cueilleurs rencontrés sur le chemin, jusqu'à son arrivée sur les côtes atlantiques. Au Néolithique moyen (-4800 à -3500), ces deux courants de néolithisation se rejoignent au centre de la France,,.
Dans cette diffusion démique du Néolithique, le territoire de la France d'aujourd'hui offre une situation différente par rapport à d'autres régions d'Europe. La proportion d'ascendance chasseurs-cueilleurs y est la plus élevée dans l'ensemble tant pour le courant méditerranéen que pour le courant danubien,. Ainsi, en moyenne les premiers fermiers du sud-ouest de l'Europe ont plus d'ascendance chasseur-cueilleur (18,5 % en moyenne) que les premiers fermiers d’Europe centrale (7 % en moyenne). Dans la zone méditerranéenne, c'est dans le sud de la France que l'on trouve les plus fortes proportions d'ascendance chasseur-cueilleur. Pour le courant méditerranéen, les études génétiques suggèrent un récent événement de mélange local entre les populations de chasseurs-cueilleurs et les agriculteurs néolithiques. Il n'est pas exclu que ce mélange ait pu se produire dans la péninsule italienne. Néanmoins, il y a probablement eu plusieurs phases de mélange génétique au cours du temps. Pour le courant danubien, les individus du néolithique moyen situés immédiatement à l'ouest du Rhin montrent également une proportion plus élevée de la composante d'ascendance chasseurs cueilleurs que les individus analysés sur les sites de la culture rubanée à l'est du Rhin. Ces différences pourraient expliquer les particularités de certains faciès archéologiques locaux.
L'arrivée des colons venus de l'Asie mineure via les côtes méditerranéennes et la vallée du Danube importe la révolution néolithique qui créé une forte croissance démographique, de nombreuses cultures très variées selon les régions et qui amène en quelques milliers d'années les premières formes d'inégalités sociales. Au Néolithique moyen, on observe, comme ailleurs en Europe, une augmentation dans la population de l'ascendance liés aux chasseurs-cueilleurs du mésolithique.
Selon Jacques Dupâquier, l’essor de la population sur le territoire français commence au début du Néolithique, vers 5500 av. J.-C. Au milieu du Ve millénaire av. J.-C., les populations pratiquent l’agriculture et l’élevage sur l’ensemble du territoire. Au début du IIIe millénaire av. J.-C., la population atteindrait le million d'habitants. En 1800 av. J.-C., il y aurait au moins quatre millions d’habitants sur l'actuel territoire de la France[source insuffisante].

### La question des Basques

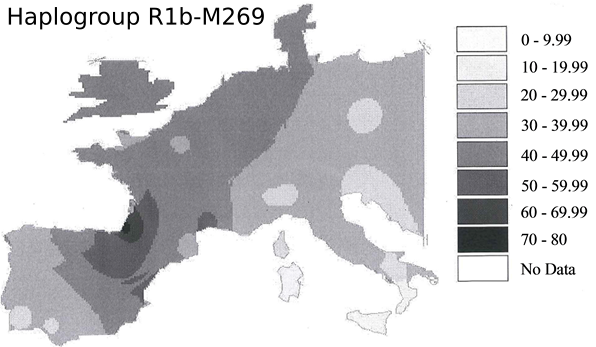
Distribution de l'haplogroupe R1b-M269

Du fait de la particularité linguistique de la langue basque, des linguistes ont supposé que celle-ci pouvait être un isolat, et que les populations vivant dans le territoire du Pays basque pourraient être caractérisées par une certaine continuité génétique depuis le Mésolithique.
Les études génétiques récentes vont à l'encontre de ces suppositions. Comme pour le reste du territoire français, les populations présentes dans cette région sont caractérisées par l'arrivée au néolithique d'agriculteurs venus d'Anatolie, puis des Balkans, qui se sont mélangés avec la population locale de chasseurs-cueilleurs. Il a ainsi été suggéré que les Basques et leur langue peuvent être liés à la propagation de l'agriculture à travers l'Europe. L'étude du génome autosomal montre que les populations de langue basque comportent, en effet, une plus forte ascendance de fermiers néolithiques que les populations voisines et montrent certaines particularités génétiques communes avec les populations sardes qui pourraient s'expliquer par cette composante ascendante d'agriculteurs néolithiques partagée.
En revanche en ligne masculine, le Pays basque ne se distingue également en rien de l'Ouest de la France, il voit environ 2 000 ans avant notre ère le remplacement de 40 % des ancêtres présents et de près de 100 % de ses chromosomes Y par des personnes d'ascendance steppique. Ces études montrent que durant l'âge du fer, l'ascendance steppique s'est répandue non seulement dans les régions parlant des langues indo-européennes, mais aussi dans les régions de langues non indo-européennes. Elles révèlent que les Basques actuels sont mieux décrits comme étant une population typique de l'âge du fer sans les adjonctions qui ont ensuite affecté le reste de la péninsule Ibérique. Ainsi, les Basques modernes se superposent génétiquement aux populations de l'âge du fer, montrant des niveaux substantiels d'ascendance steppique. Ils représentent seulement un isolement récent avec des goulots d'étranglement de l'ADN-Y après les mouvements de population de l'âge du fer à l'époque romaine. L'haplogroupe R-DF27, un sous-clade de R-M269 haplogroupe très présent parmi les populations celtiques, se manifeste jusqu'à 70 % chez les Basques.
Ces résultats sont compatibles avec un scénario dans lequel la France atlantique au sud de la Loire partage l'héritage des Basques de l'âge du fer, tout en divergeant de celui des Basques, probablement en raison de niveaux plus élevés de flux génétiques associés à des migrations entrantes ultérieures (par exemple, invasions germaniques) ou simplement par l'isolement dû à l'éloignement des autres régions du nord et de l'est.

## Peuples d'origine indo-européenne

### L'héritage génétique Yamna

Aire de répartition de l'haplogroupe R1b en Europe

La population de fermiers néolithiques va être en partie remplacée puis presque entièrement assimilée par l'arrivée de nouvelles populations au cours du Néolithique final. Comme pour la colonisation par les fermiers néolithiques, cette migration n'est pas propre au seul territoire français mais concerne l'ensemble de l'Europe et une partie de l'Asie. Une migration très importante s'est produite depuis la steppe pontique (culture Yamna) vers le centre de l'Europe, puis les autres parties de l'Europe à partir de 3000 av. J.-C., Cette migration a joué un rôle clé dans la diffusion de la culture campaniforme,. Ces populations à ascendance des steppes sont présents sur le territoire de la France actuelle dès 2650 av. J.-C..
Le marqueur génétique de cette migration est l'haplogroupe R1b. Cet haplogroupe totalement absent d'Europe avant le néolithique est généralement associé à la diffusion des langues indo-européennes et à l'ascendance pontique. L'haplogroupe R1b-M269, un sous-clade de R1b, qui représente 60 % des lignées masculines en France est déjà présent dans la culture Yamna. Dans certaines parties de l'Ouest de la France, la fréquence de R1b est plus élevée que 90 %. Le pourcentage de cet haplogroupe augmente progressivement au cours de l'Âge du bronze et l'Âge du fer, les populations celtiques puis germaniques arrivant sur le territoire français étant elles-mêmes très majoritairement porteuses de cet haplogroupe.
Presque 40 % du génome français est hérité de la culture Yamna qui a mis 500 ans à traverser l'Europe d'est en ouest. Selon Iosif Lazaridis, chercheur en génétique à l'université Harvard, « Ce peuple a eu un impact spectaculaire sur le profil génétique européen, qu'aucune migration ultérieure n'a égalé ». Selon l'archéologue Kristian Kristiansen, de l'université de Göteborg, l'arrivée des Yamnayas a été favorisée par la première épidémie de peste venue de Bulgarie ou des Balkans il y a 5 700 ans qui a décimé la population d'agriculteurs préexistante. Des agglomérations de 15 000 habitants en il y a 6 000 ans disparaissent subitement il y a 5 400 ans. La conquête s’accompagne d'un quasi génocide des populations mâles de ces agriculteurs moins forts physiquement que les Yamanyas éleveurs à l'alimentation plus calorique. Selon Kristian Kristiansen qui se base sur plusieurs études génétiques où de 75 à 100 % des chromosomes Y est d'ascendance yamnaya, « L'invasion a sûrement impliqué des milliers de jeunes guerriers répartis en bandes, qui colonisaient un territoire et se reproduisaient avec des femmes non Yamnayas ». Les hommes sont soit massacrés, soit dominés socialement avec moins d'occasions de se reproduire.
Les pasteurs nomades que sont les locuteurs des langues indo-européennes se caractérisent notamment par la maîtrise du cheval, l'invention de la roue, l'introduction de technologies métallurgiques du bronze et par la mise en place de nouvelles structures sociales. Cet ensemble d'innovations aurait favorisé les sociétés indo-européennes et leurs descendants. Comme dans le reste de l'Europe, les études génétiques confirment le modèle avancé par les historiens du Ver sacrum, des confrérie de jeunes guerriers devant chercher un nouvel établissement, et indiquent une contribution plus élevée des hommes dans ces migrations que des femmes. La culture Yamna a légué génétiquement une tolérance à la digestion du lactose, une taille plus grande et peut être linguistiquement l'indo-européen, d'où seraient issues les langues latines et celtiques.
Ces groupes montrent une continuité sociologique et génétique majeure dans le temps avec des familles patrilinéaires dérivées de population de la culture campaniforme et de Yamna. Cette continuité de l'âge du bronze est particulièrement visible dans de nombreuses générations de différentes familles patrilocales pratiquant l'exogamie féminine, montrant un héritage patrilinéaire principalement dans les lignées de l'haplogroupe R1b-P312 (principalement U152 +), toutes suivant apparemment un système sociopolitique similaire s'étendant sur plus de 700 ans, depuis l'arrivée des populations de la culture campaniforme d'Europe centrale (environ 2 500 ans av. J.-C.) jusqu'à au moins la fin de l'âge du bronze moyen (environ 1300 av. J.-C.),. On observe un type d'inégalité sociale basée i) sur des ménages complexes constitués d'une famille de base jouissant d'un statut supérieur, transmettant richesse et statut aux descendants, ii) des femmes non locales non liées, riches et ayant un statut élevé et iii) de personnes locales ayant un statut inférieur.
Selon l'archéologue Pere Bosch Gimpera et d'autres chercheurs, ce flux se serait poursuivi. Ainsi, des groupes de populations de la culture des champs d'urnes, seraient partis de Bavière, Wurtemberg et Bâle et seraient passés par la trouée de Belfort pour arriver au centre de la France (champs d'urnes de Pougues-les-Eaux dans la Nièvre, de Saint-Père-sous-Vézelay dans l'Yonne — deux stations thermales —, de Dompierre-sur-Besbre dans l'Allier) ; auraient ensuite contourné les Cévennes par l'ouest pour arriver dans le Tarn (nombreuses nécropoles vers Saint-Sulpice-la-Pointe), la plaine de Toulouse et les Pyrénées, et de là passer en Catalogne. Un autre groupe du même peuple, passant par le plateau suisse et la vallée du Rhône où il aurait remplacé la civilisation palafitte, aurait suivi le bord de la Méditerranée pour peupler le Roussillon et le Narbonnais.
Il semblerait donc qu'il n'y ait pas eu une seule vague migratoire que l'on pourrait qualifier d'invasion vers l'Europe occidentale et la France, mais, à des époques différentes, des infiltrations de petits groupes possédant une structure sociale avancée, dont le système politique, religieux et mythologique a été décrit par les comparatistes comme Georges Dumézil.

### Sous-groupes présents sur le territoire français
Les Ligures auraient quant à eux occupé le Sud-Est de la France et le Nord de l'Italie. Tout comme pour les populations du Pays basque, les études génétiques récentes réfutent les suppositions d'une origine « pré-indo-européenne » des populations ligures. Elles associent celles-ci au vaste groupe italo-celtique dont l'un des marqueurs caractéristique est l'haplogroupe U152, sous-clade de R1b-P312, lui-même sous clade de R1b-M269.
Les Ibères constituaient la population autochtone de l'actuelle péninsule Ibérique à laquelle ils ont donné leur nom. Toutefois on remarque des traces de leur présence dans le sud-ouest de la France et en Corse, selon Gustave Bloch. En outre la langue ibère est identifiée sur tout le littoral méditerranéen de la péninsule Ibérique jusque dans le golfe du Lion en Gaule méridionale et selon Javier de Hoz aurait été une langue véhiculaire. Leur ascendance correspond également à un important flux de populations depuis l'Europe centrale,. Cette ascendance issue de la steppe pontique-est apparue dans toute la péninsule ibérique, mais avec moins d'impact au sud. La preuve la plus ancienne concerne des personnes datant de 2500 à 2000 av. J.-C. qui ont coexisté avec des populations locales sans ascendance steppique. Ces groupes vivaient à proximité et se sont mélangés pour former la population de l'âge du bronze après 2 000 ans avant notre ère. Le remaniement du chromosome Y (masculin) est très prononcé, les lignages courants dans l'Ibérie de l'âge du cuivre (haplogroupes I2, G2 et H) sont presque complètement remplacés par une lignée, R1b-M269 ce qui indique une contribution plus élevée des hommes entrants que des femmes.

## Autres peuplements

### Phocéens
La fondation de la cité de Massalia (Marseille) remonte à 600 av. J.-C. est le fait de colons grecs venus de Phocée en Asie mineure. La colonie prospère considérablement et atteint son apogée au VIe siècle av. J.-C. Le domaine de Marseille décrit alors un arc de cercle depuis les Alpes maritimes jusqu’à l’Andalousie, intégrant les deux ports phéniciens de Melqart (Monaco et Villefranche-sur-Mer) et de nouvelles colonies comme le port de Nicè (Nice) et d'Antipolis (Antibes) ainsi que d'autres établissement comme Athénè dans la baie de Saint-Tropez, Héraclée Caccabaria, dans la baie de Cavalaire, Olbia, près d’Hyères, Citharista (La Ciotat), Agathè Tychè, au cap d'Agde et le port de Vénus (Port-Vendres). Dans l'intérieur des terres, l'influence se fait sentir dans le delta rhodanien et la vallée du Rhône à Arles et Avignon et de la Durance à Cavaillon. Culturellement les Grecs introduisent l'écriture, la culture du vin et de l'olivier en Gaule, les Massaliotes sont aussi des navigateurs célèbres (Euthymènes, Pythéas) et ils établissent des institutions politiques calquées sur le modèle aristocratique grec.
Des études génétiques ont fait l'hypothèse d'un apport important des populations helléniques. En 2011 une analyse comparée entre 51 personnes d'origine provençale et 89 Grecs d'Anatolie dont les ancêtres viennent de Smyrne et du port de Phocée en Asie Mineure (le lieu historique d'embarcation des Phocéens), montrerait que 17 % des chromosomes Y seraient d'origine grecque. L'étude en conclut que « Les évaluations du rapport démographique colons grecs / indigènes celto-ligures envisage un maximum de 10 % pour la contribution grecque, ce qui suggère une élite dominante grecque masculine mélangée à la population de la Provence de l'âge du fer.

### Corses
La Corse est habitée depuis le Paléolithique et sa population présente des caractéristiques génétiques relativement proches de la Sardaigne voisine. Les études génétiques récentes (2019) montrent que ces îles ont reçu un afflux initial de populations d'ascendance néolithique, puis sont restées relativement isolées des expansions du Néolithique tardif et de l'âge du bronze qui ont eu lieu en Europe continentale. C'est la raison qui explique que ces populations sont remarquables par le fait que les individus néolithiques de l'Europe continentale sont plus proches d'elles que de toutes les populations européennes actuelles. Cependant l'analyse du génome de la population corse réalisé en 2019 révèle une affinité génétique plus étroite avec les populations du nord et du centre de l'Italie plutôt qu'avec les Sardes, tout en partageant avec ces derniers une proportion notable d'ascendance, des processus démographiques et d'isolement similaires. Les événements néolithiques / chalcolithiques, d'un point de vue de la genèse de la population, semblent avoir été beaucoup plus importants que les processus historiques ultérieurs. Les études suggèrent également une population isolée avec une faible taille effective de la population et un haut degré d'endogamie.

## Des Celtes aux Gaulois
- Noyau territorial Hallstatt, au VIe siècle av. J.-C.
- Expansion celtique maximale, en 275 av. J.-C.

Distribution diachronique des peuples celtiques :
Noyau territorial Hallstatt, au
Expansion celtique maximale, en -275
Domaine lusitanien de l'Ibérie où la présence celtique est incertaine
Zones où les langues celtiques restent largement parlées aujourd'hui

Les études génétiques ont montré que les individus de l'âge du bronze et ceux de l'âge du fer se regroupent dans des profils génétiques proches des populations actuelles d'Europe centrale. L'âge du fer n'est pas lié à un nouveau flux de gènes, ce qui semble indiquer qu'il correspond en France à une diffusion culturelle et non pas démique,. Ces conclusions sont en adéquation avec les théories qui font émerger les Celtes de populations issues de la culture campaniforme. Néanmoins, étant donné la grande homogénéité des profils génétiques en Europe à cette période, une migration intra-européenne est difficile à mettre en évidence.
Pour l’archéologue Venceslas Kruta, « Le groupe proto-celtique devait avoir occupé au IIe millénaire av. J.-C. de vastes territoires de l’Europe centrale et occidentale, depuis la Bohême méridionale et la partie occidentale de l’Autriche, jusqu’au régions atlantiques. » Les Celtes qui ont d'abord peuplé l'Europe centrale (Vindélicie, Norique) entre les Alpes et la forêt hercynienne, ont commencé à migrer en -500 vers l'ouest, rejoignant la population autochtone pour constituer une partie importante de la population des différentes régions de la Gaule. Il est communément admis que la culture celtique s'épanouit en Gaule avec La Tène, c'est-à-dire au deuxième âge du fer, à partir du Ve siècle av. J.-C. L'infiltration des tribus celtes par petits groupes fait entrer la Gaule dans l'âge du fer en apportant aux populations locales un niveau de développement inconnu jusqu'alors.
Le contact entre le monde celtique et germanique reste difficile à établir. Selon Strabon, les Gaulois sont apparentés aux Germains : « Passé le Rhin, tout de suite après les Celtes ou Gaulois, on rencontre, en allant vers l'Est, la nation des Germains. Comparés aux Celtes, les Germains offrent bien quelques petites différences, ils ont par exemple des mœurs plus sauvages, une taille plus élevée, les cheveux plus blonds, mais à cela près ils leur ressemblent fort et l'on retrouve chez eux les mêmes traits, le même caractère, le même genre de vie que nous avons précédemment décrits chez les Celtes. C'est même là, croyons-nous, ce qui leur a fait donner par les Romains le nom qu'ils portent : les Romains avaient reconnu en eux les propres frères des Gaulois, et les auront appelés Germani, d'un mot de leur langue qui désigne les frères nés de même père et de même mère ».
C'est Jules César qui définira précisément la limite entre Celtes et Germains dans la Guerre des Gaules, limite définie par le Rhin. Le but politique paraît établi, d'une part par le caractère trop simple de cette limite, d'autre part par le fait que Celtes et Germains ont pu coexister au-delà ou en deçà de cette limite,. Serge Lewuillon qualifie cette limite d'aberration, dans un contexte où Celtes et Germains ont pu se côtoyer et échanger culture et coutumes. Selon Lucien Bély, les Celtes étaient présents au-delà du Rhin[source insuffisante]. Avant la conquête romaine, la population gauloise est estimée selon Jean-Noël Biraben à 6,8 millions et selon R. Étienne à 4 ou 4,5 millions.

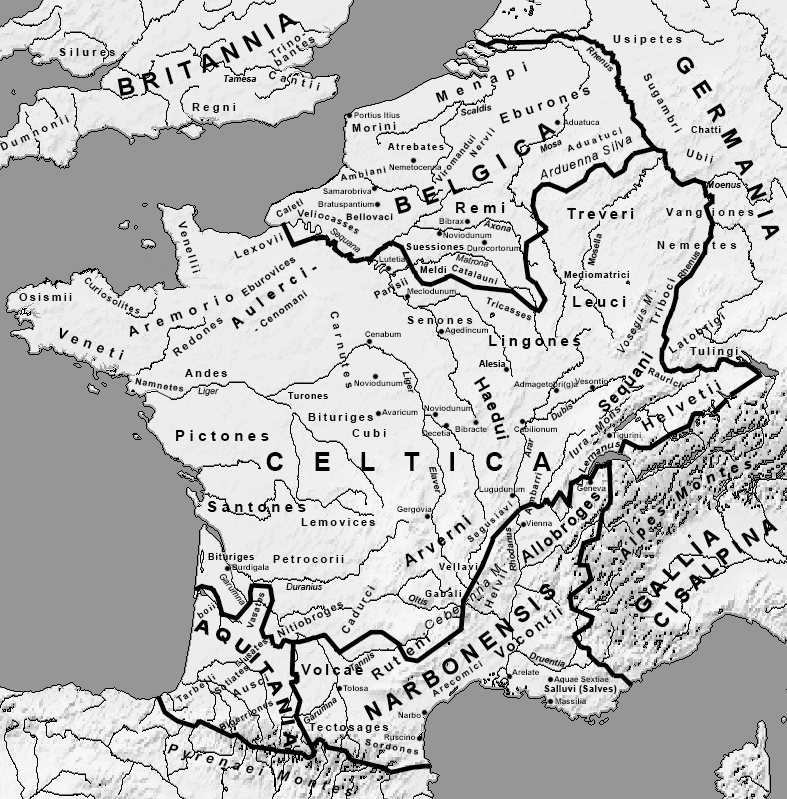
Les 4 régions de la Gaule

Quand César vient avec ses troupes dans cette région, il trouve une terre habitée, non seulement par les Celtes, qui occupent la plupart du territoire, mais aussi par les Belges (plus exactement des Gaulois belges qui sont également des Celtes, et quelques peuples germaniques celtisés qu'il appelle Germains cisrhénans), qui occupent, depuis le Ve siècle av. J.-C., les terres au nord-est de la Gaule, des populations comme les Ligures et les Rhètes au sud-est, ainsi que les Ibères et les Aquitains au sud-ouest, près de la péninsule Ibérique.
Ces populations sont confrontées aux pressions démographiques des peuples germaniques (en particulier les Suèves), ce qui provoque la tentative de migration des Helvètes au milieu du Ier siècle av. J.-C. sous la direction d'Orgétorix et l'entrée en guerre des Romains. César témoigne des préoccupations gauloises dans son ouvrage, La Guerre des Gaules, « Mais les Séquanes vainqueurs ont éprouvé un sort plus intolérable que les Héduens vaincus : en effet, Arioviste, roi des Germains, s'est établi dans leur pays, s'est emparé du tiers de leur territoire, qui est le meilleur de toute la Gaule, et leur ordonne maintenant d'en abandonner un autre tiers à vingt-quatre mille Harudes qui, depuis peu de mois, sont venus le joindre, et auxquels il faut préparer un établissement. Il arrivera dans peu d'années que tous les Gaulois seront chassés de leur pays, et que tous les Germains auront passé le Rhin ; car le sol de la Germanie ne peut pas entrer en comparaison avec celui de la Gaule, non plus que la manière de vivre des deux nations. ».
Après la Guerre des Gaules, Jules César fait déporter un million de Gaulois dans toute l'Italie. Pline l'Ancien dans le livre VII de son Histoire naturelle (§ 91-99) évalue à 1 200 000 morts les pertes subies par les peuples gaulois à seule fin de la conquête de la Gaule par Jules César. « Je ne peux placer parmi ses titres de gloire, écrit Pline l'Ancien, un si grave outrage fait au genre humain ». Plutarque, pour sa part — dans Pompée 67,10 et César 15,5 —, retient le chiffre de 1 000 000 de morts et de 1 000 000 de prisonniers emmenés pour servir d'esclaves[réf. nécessaire].
D'une manière générale, les résultats des études de paléogénétique suggèrent une forte continuité génétique en France comme en Europe occidentale depuis l'Âge du Fer jusqu'au vingtième siècle.

## Romains

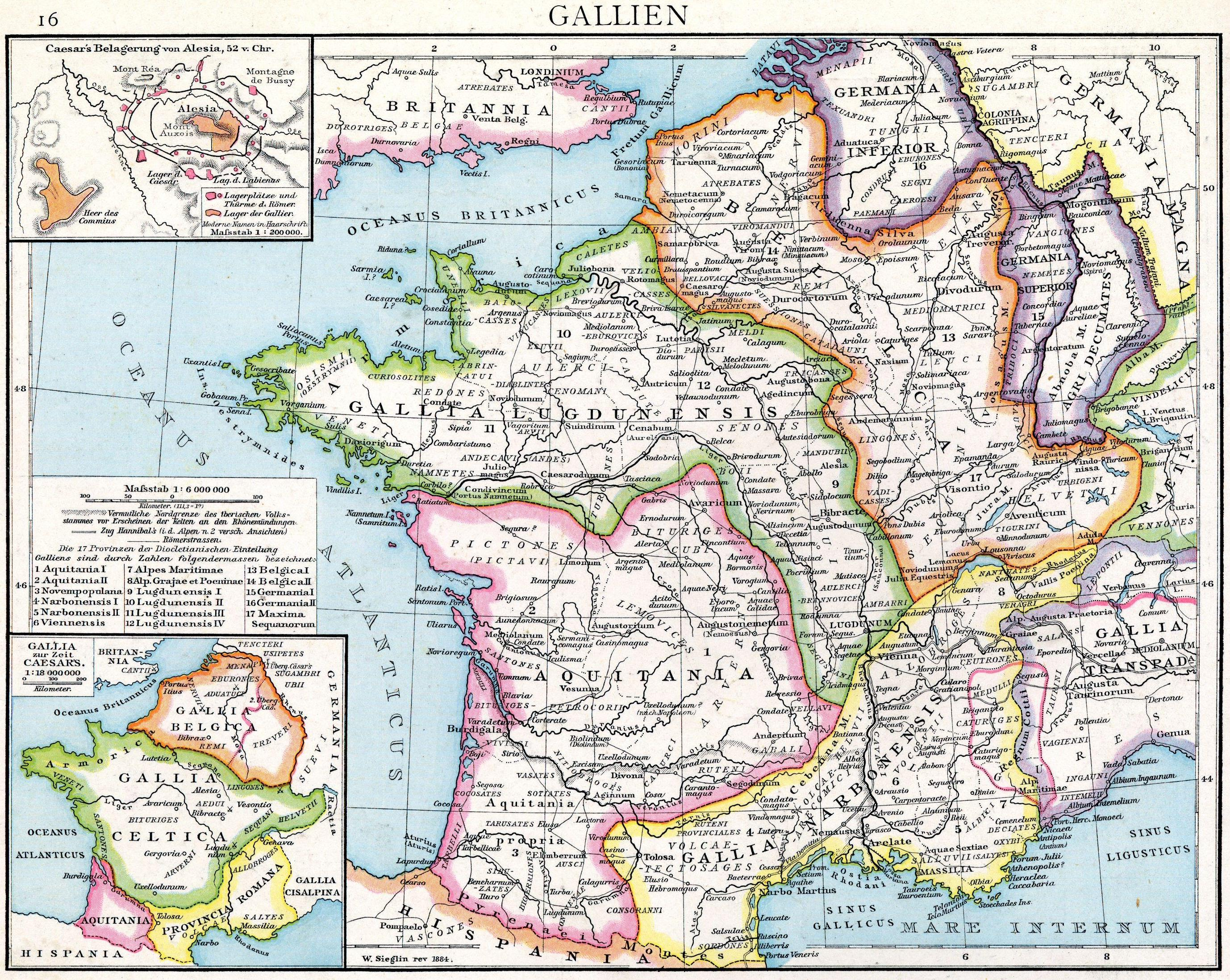
Carte de la Gaule romaine par Gustav Droysen (1886).

L’Empire romain colonisait en fondant des villes pour y installer une population romaine mais selon l’historien Alessandro Barbero « l’on aurait tort de faire une comparaison avec la colonisation des XIXe – XXe siècles, les Romains tendaient à fusionner avec les populations indigènes ». L'impact romain sur le peuplement actuel de la France est très fort: selon Jean-Paul Demoule « La moitié des préfectures françaises actuelles sont des villes fondées par les romains » dont Lyon (Lugdunum), Amiens (Samarobriva), Bordeaux (Burdigala) et Paris à partir de la ville de Lutèce. ». La langue française vient principalement du latin vulgaire, parlé par les Gaulois, puis les Gallo-Romains.
Selon Alessandro Barbero, avant son déclin, l’Empire romain a absorbé des vagues de migration de la fin du IIe à la fin du IVe siècle : « L’Empire avait besoin de paysans et de soldats en nombre, il accueillait les populations qui cherchaient refuge, il n’hésitait pas non plus si nécessaire à aller chercher de force de la main-d’œuvre. Peut-être s’agissait-il alors de milliers ou dizaines de milliers de personnes (...) Et les empereurs, ”pères” de tous les peuples, évoquaient avec insistance dans leurs discours la nécessité d’accueillir les Barbares vaincus dans l’Empire ».

## Peuples germaniques

Division de la Gaule en 481, en rouge, les Alamans, en vert, les Burgondes, en orange, les Bretons et les Armoricains, en bleu, les Francs, en violet, les Gallo-Romains, en jaune, Ostrogoths et Wisigoths.

La colonisation de peuples germaniques provient en premier lieu du fait de l'administration romaine elle-même qui installe des Germains arrivés en groupe dans l'Empire sous la direction d'un chef : ce sont les foederati liés à leur chef qui a conclu un traité, un foedus avec l'empereur. Les Romains les laissent entrer dans l'Empire selon la règle de l'hospitalité. Ainsi trouve-t-on des groupes de Goths et de Burgondes. Ils sont généralement peu nombreux. De plus, l'Empire fixe dans le Nord de la Gaule notamment, des Germains vaincus, des prisonniers de guerre, souvent comme laeti (colons-agriculteurs), astreints à un service militaire, pour repeupler des terres délaissées. On trouve également les Germains entrés dans l'armée romaine, habitant de façon durable dans l'Empire, leurs enfants nés dans l'empire étant attachés au service de l'Empire. Ainsi trouve-t-on de nombreux contingents germaniques dans l'armée romaine du Bas-Empire, dont certains sont évoqués dans la Notitia dignitatum. Certains historiens estiment que 50 % de l'armée romaine dans le Nord de la Gaule sont constitués d'auxiliaires germains. Selon Jacques Dupâquier, ce processus démographique concernerait une population de moins de 10 % sur l'ensemble de la Gaule, mais peut-être 12 à 21 % en Gaule du nord, voire au-delà.
À partir de 406, les Germains envahissent la Gaule. Avec les Grandes Invasions, des populations germaniques s'installent en Gaule et fonde des royaumes. Les Vandales, les Alains et les Quades, qui représentent chacun quelques dizaines de milliers de personnes, entrent en Gaule mais ne s'implantent pas sur le territoire. Les Francs saliens, quant à eux, colonisent le Nord de la Gaule, en Belgique inférieure, au Ve siècle leur roi est aussi devenu proconsul des Gaules, c'est-à-dire un fonctionnaire romain d'origine germanique mais bien assimilé. Les Francs, puis les Burgondes et les Goths représentent des populations bien intégrées, qui s'assimilent aux Gallo-Romains. La Normandie voit s'établir des communautés saxonnes dès le IVe siècle. Répartis en petits groupes le long du littoral de la Manche, les Saxons de Normandie reçoivent entre le Ve et le VIIe siècle un apport démographique issu des royaumes anglo-saxons. Ces populations germaniques sont peu nombreuses pour influencer la composition ethnique des Gaules[réf. nécessaire], la plupart des colons se latinise et s'intègre à la population gallo-romaine tandis que l'aristocratie militaire, en particulier franque, se marie avec les élites romaines tout en conservant la langue francique comme marque de noblesse[réf. nécessaire]. Les familles de la noblesse romaine continuent longtemps à concentrer l'essentiel du véritable pouvoir politique dans les cités épiscopales : les « patrices », comme le Marseillais Mauronitus, ou les évêques, comme l'auvergnat Grégoire de Tours, sont les véritables représentants des populations[réf. nécessaire]. La culture nouvelle qui se développe en Gaule, après la période impériale, est avant tout chrétienne[réf. nécessaire].

L'expansion des Francs du V jusqu'en 768.

Quatre peuples germaniques se sont installés sur l'actuel territoire de France :
- Les Francs, représentent, selon Jacques Leclerc, 5 % du territoire qu'ils occupent[75]. Pour Jacques Dupâquier, ils représentent environ 50 000 à 100 000 personnes, face à une population gallo-romaine de sept à huit millions d’habitants sur le territoire actuel de la France[73].
- Les Burgondes, installés sur les territoires actuels de Suisse romande, de Franche-Comté, de Bourgogne, dans les régions alpines et rhodaniennes. Le royaume burgonde comprend 5 à 10 % de Burgondes, c'est-à-dire une population dont les estimations varient de 10 à 25 000 membres dont 2 000 à 5 000 guerriers. « La comparaison établie avec d'autres ethnies barbares installées comme fédérés dans l'Empire et avec d'autres peuples germaniques donne des estimations beaucoup plus basses, comprises entre 25 000 (dont 5 000 guerriers) et 5 000 à 10 000 (dont 1 000 à 2 000 guerriers). De son côté, l'étude démographique des cimetières a fait évaluer l'ensemble de la population du royaume burgonde entre 300 000 et 500 000 habitants (dont environ 80 000 à 100 000 pour la Suisse occidentale), répartis sur un territoire d'environ 50 000 à 60 000 km2. Les Burgondes représentaient, selon les auteurs, entre un tiers et un dixième de la population en Sapaudia, mais 5-10 %, voire moins de 1 %, dans l'ensemble du royaume »[76].
- Les Alamans. Les Alamans furent continuellement en conflit avec l'Empire romain. Initialement situés au nord de la province de Rhétie, ils se déplacent peu à peu vers le sud ouest pour s'installer définitivement sur un territoire couvrant une partie de l'Helvétie (la Suisse), la Décumanie (le pays de Bade) et une partie de la Séquanaise (l'Alsace) formant un royaume alaman. Ils contribuèrent à la germanisation de ces régions précédemment romanisées[réf. nécessaire].
- Les Wisigoths sont issus d'un regroupement de tribus issues des pourtours de la mer Baltique avant de migrer vers la mer Noire. Les Wisigoths et leur roi Athaulf entrent en Gaule, ruinée par les invasions des années 407 à 409. En 416, les Wisigoths et leur roi Wallia continuent leur migration dans la péninsule Ibérique où ils sont envoyés à la solde de Rome pour combattre d'autres barbares. Lorsque la paix avec les Romains est conclue par le fœdus de 416, Honorius leur accorde des terres dans la province Aquitaine seconde (actuellement Bordelais, Charentes et Poitou). La sédentarisation en Aquitaine a lieu après la mort de Wallia. Le royaume wisigoth eut d'abord Toulouse comme capitale. Lorsque Clovis les battit à la bataille de Vouillé en 507, ils ne conservèrent que la Septimanie (correspondant au Languedoc) et une partie de la Provence avec l'aide des Ostrogoths. Les Wisigoths installèrent alors leur capitale à Tolède pour toute la suite. Il est probable que les populations wisigoths installées dans le Sud de la France migrent définitivement vers l'Espagne à partir de 531[réf. nécessaire].

Selon l’historien médiéviste Bruno Dumézil, il faut minimiser les « invasions barbares » qui vont de la fin de l’Empire romain au haut Moyen Âge « sans équivalents jusqu’aux vastes déplacements de population de l’ère industrielle ». Pour lui « il a fallu 300 ans aux Francs pour parcourir 400 kilomètres depuis les Pays-Bas jusqu’au Nord de la France. Nous sommes loin de la déferlante ! », avec des attaques « qui s’apparentaient plus à des razzias qu’à une volonté de conquérir des terres ». Selon l’historien Jean-Paul Demoule, « L’histoire a été “barbarisée” après coup, à partir du Moyen Âge ». Ce sont surtout les nationalismes des XIXe et XXe siècles afin de lutter contre une nouvelle invasion qui ont imaginé ces « invasions barbares » qui auraient « agressé » et « assassiné » le monde gallo-romain.

## Peuplement breton en Armorique

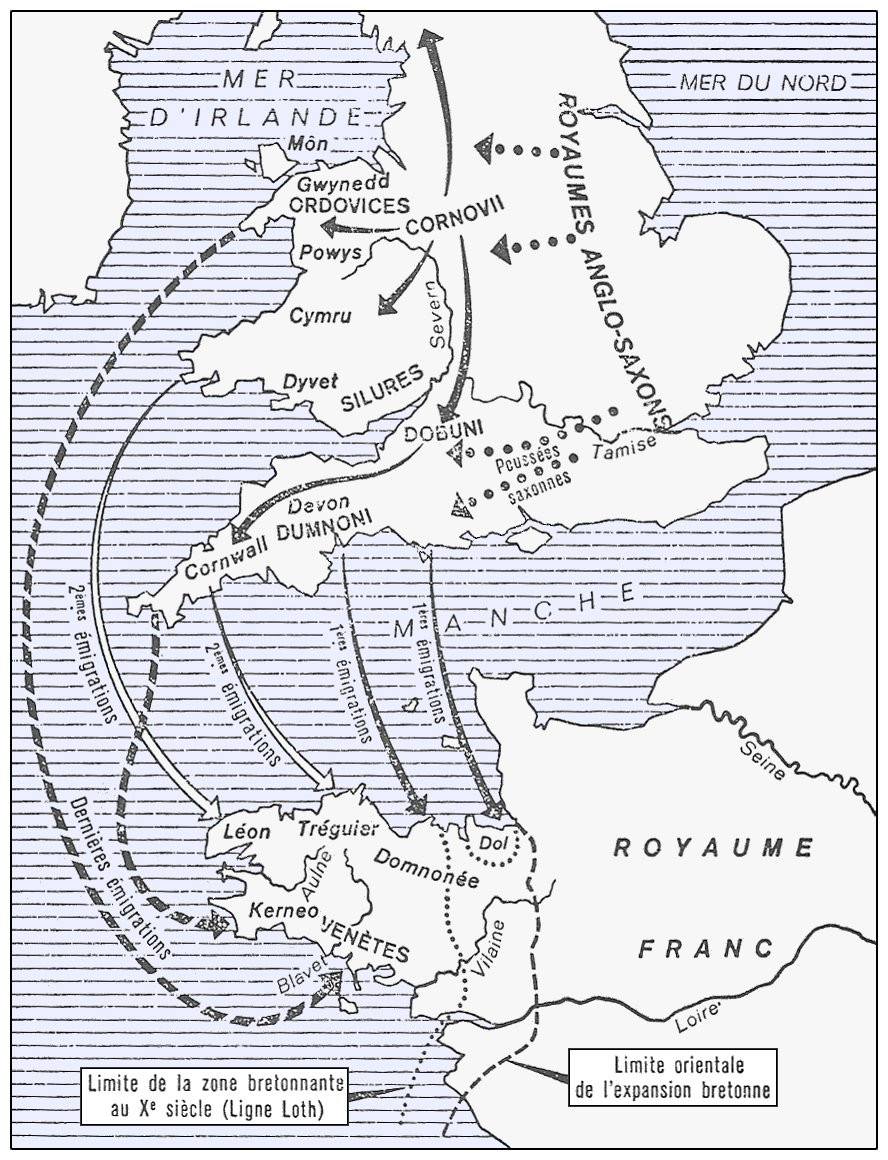
Vagues migratoires bretonnes

L'Armorique durant l'Empire romain ne se différencie pas des autres territoires, elle possède une population gallo-romaine d'origine celtique mais latinisée comme tout le reste de la Gaule. Toutefois plusieurs vagues migratoires de Bretagne insulaire vont contribuer à « receltiser » la région. La première provient des romains, qui installent des contingents bretons venus de l'île de Bretagne, au IIIe siècle et IVe siècle.
Au VIe siècle et au siècle suivant, des communautés de Bretons émigrent en Armorique depuis les régions de l'Ouest de la Bretagne insulaire (surtout depuis le Devon et la Cornouailles). Il existe de nombreux débats sur l'extension et la nature de ce peuplement, ainsi que sur son ampleur démographique. Certains historiens avancent le nombre de 30 à 50 000 personnes sur une population initiale de 100 000 habitants[réf. nécessaire].
Certaines études utilisant la génétique ont soutenu la thèse d'isolats sociologiques[pas clair] comme celle, par exemple, du professeur Youinou en 1983 dans le Pays Bigouden évoquant un isolat fondé sur un patrimoine génétique commun celtique avec les populations de l’île de Man et du Pays de Galles. D'autres études, plus récentes, basées sur la science des données ont révélé l'existence sur une partie du territoire de la Bretagne d'un cluster génétique fortement distinct du reste de la France, et dont la délimitation se calque sur la limite orientale des toponymes bretons de Joseph Loth. Outre l’émigration bretonne en Armorique, plusieurs facteurs, historiques, géographiques et sociologiques expliquent l'existence et la persistance de ce cluster, notamment la situation péninsulaire de la Bretagne et son histoire politique (indépendance politique et stabilité des frontières durant plusieurs siècles),.
L'étude la plus complète sur la structure génétique des populations en Bretagne et dans le bassin aval de la Loire date de 2022. Les analyses génétiques révèlent que la Bretagne a connu un isolement relatif du reste de la France et forme une structure génétique caractérisée par un héritage génétique important associé à l'arrivée de populations de la culture campaniforme durant l'âge du Bronze dans le Nord Ouest de l'Europe. Cet héritage est aussi partagé par les populations de la partie occidentale des îles britanniques (Irlandais, Gallois, etc.) ainsi que par les anciennes populations de la Grande-Bretagne pré-saxonne. Ces résultats ne s'expliquent pas uniquement par les migrations de l'époque alto-médiévale (émigration bretonne ou incursions vikings). Ils impliquent aussi une ascendance génétique partagée entre la Bretagne et l'Irlande/la Grande-Bretagne occidentale sur une longue période, suivie par un relatif isolement, ce qui pourrait expliquer le partage d'allèles liés à des maladies génétiques telles que l'hémochromatose et la mucoviscidose. La Bretagne est aussi la seule région où l'on retrouve un apport génétique lié au Pays de Galles et aux Cornouailles. Mais cet apport est très limité et s'explique probablement par des migrations récentes.
L'étude met aussi en évidence un parallèle entre le découpage des clusters génétiques et le découpage géographique suivant certaines caractéristiques linguistiques en Bretagne, ainsi qu'un autre parallèle existant entre le découpage en clusters génétiques et le découpage en fonction de la fréquence des patronymes. Ces parallèles semblent indiquer que, dans ces régions, la langue a eu un impact sur la structure génétique ou, que les différences linguistiques sont le reflet de divergences concernant l'ascendance génétique de ces populations. La Loire est une frontière génétique importante, mais c'est également le cas, dans une moindre mesure, de nombreuses autres rivières du nord-ouest de la France comme la rivière de Morlaix, la Laïta-Ellé, l'Aulne, le Blavet, l'Oust, le Semnon, la Vilaine, le Gouessant, l'Yvel.

## Peuplement du Sud par les Vascons

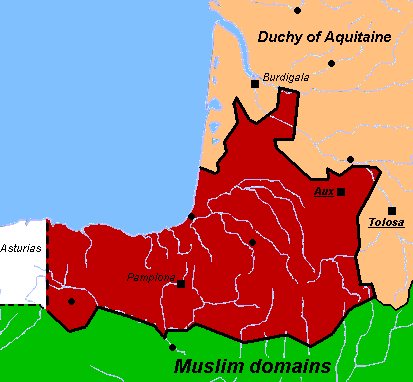
L'union personnelle au temps d'Eudes « le Grand » (710-740 ans).

Les ancêtres des Vascons sont les Aquitains désignés ainsi par César, une population qui vivait dans la même région pendant l'Antiquité et qui parlait l'aquitain, ou proto-basque, un ancêtre du basque actuel. Les Gascons doivent leur nom aux Vascons, peuple synonyme, dont le nom est de même racine que Biscaye ou basque, ce peuple dominera politiquement la Novempopulanie à partir de la fin du VIe siècle apr. J.-C. Conquis par les Romains en 56 av. J.-C., les Aquitains obtinrent leur séparation des Gaulois au tournant du IIe et du IIIe siècle, en obtenant leur propre province entre Garonne et Pyrénées : la Novempopulanie (« Province des neuf peuples »).
À la fin du VIe siècle et au début du VIIe siècle, ceux que l'on appelait en latin les Vascones, peuple qui habitait la Navarre actuelle et l'ouest de l'Aragon, mais faisant partie du même groupe ethnolinguistique que les Aquitains, ont « repris » la Novempopulanie et l'ont dominée politiquement. Le nom de Novempopulanie changea en 626 pour prendre celui de Vasconie. Après les campagnes franques contre les Vascons, les Francs en 602 réussissent à imposer Genialis comme vassal et duc puis Aighinane en 626.
Les Gascons partagent les mêmes origines ethniques qu'une partie des Basques, par contre ils ont été fortement latinisés. Le fait qu'ils aient adopté si facilement le nom de « Vascons » indique probablement qu'ils étaient encore très proches des futures populations basques aux VIe – VIIe siècles. Le gascon contient des traces linguistiques provenant d'un proto-basque, ce qui le distingue nettement des autres langues (ou dialectes) d'oc voisines[réf. nécessaire]. Selon une étude récente, un proto-gascon existait déjà au VIIe siècle mais il faut attendre le XIe siècle et les témoignages en langue « vulgaire » pour arriver à distinguer clairement les Gascons des Basques puisqu'ils portaient le même nom en latin.
À l'époque médiévale, les Gascons sont clairement considérés par tous comme étant un peuple particulier, distinct des Francs (au sens strict de l'époque : peuple situé au nord de la Loire) mais aussi de leurs voisins Languedociens. Ils sont de lignées vasconnes mais leur degré de latinisation les distingue désormais des Basques.
Les Vascons vont constituer au haut Moyen Âge, de 660 à 768 (108 ans), des unions personnelles avec leurs nouveaux maitres, des ducs indépendants des Francs qui gouvernent à la fois le duché d'Aquitaine et la Vasconie et luttent ensemble contre les Francs carolingiens (Félix (660-670), Loup Ier de Vasconie (670-688), Eudes (688-735), Hunald Ier (735-748) et Gaïfier ou Waïfre (748-768)).
Après la conquête de cette principauté (768) les révoltes des Vascons contre les Francs sont nombreuses et ne cessent en fait qu'avec l'affaiblissement considérable des rois francs dont le pouvoir se limite au nord de la Loire à partir de la seconde moitié du IXe siècle. Un de ces conflits est entré dans la légende avec la Chanson de Roland, en 778, les Vascons anéantirent l'arrière-garde de l'armée de Charlemagne lors de la bataille de Roncevaux qui faisait suite au sac de Pampelune par les Francs.
Une principauté gasconne unie se forme à partir du IXe siècle avec Sanche II Sanche de Vasconie (836-v.864) qui est peut-être le mythique « Mitarra » réputé être le créateur de la principauté dans l'historiographie gasconne du XIe siècle.
L'apogée de la principauté gasconne est atteinte sous le règne de Guilhem-Sants, qui aurait défait les Vikings à la bataille de Taller dans les Landes vers 988. Il devient comte de Bordeaux en 977. Mais le dernier duc et comte de Gascogne, Sants-Guilhem (1010-1032) meurt sans héritier, ce qui permet à terme (1058 pour Bordeaux, 1063 pour le reste) l'union du duché-comté de Gascogne avec le duché d'Aquitaine des comtes de Poitou, ancêtres d'Aliénor d'Aquitaine.

## Peuplement anglo-scandinave en Normandie

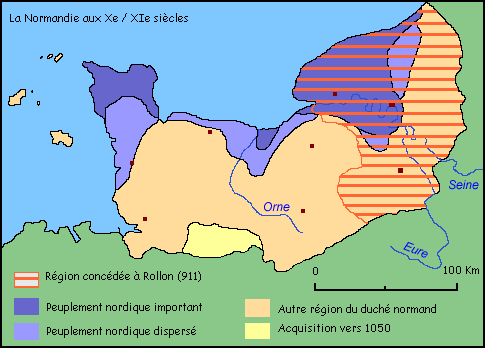
Le peuplement nordique de la Normandie aux

La Normandie tient son nom des envahisseurs vikings qui menèrent des expéditions dans une grande partie de l’Europe à la fin du Ier millénaire en deux phases (790-930 puis 980-1030). Les textes rédigés en latin médiéval mentionnent les Nortmanni (pluriel de Nortmannus) « Normands », étymologiquement « hommes du Nord ». Les Vikings commencèrent leur raid entre 790 et 800 sur les côtes de la Gaule occidentale. La Neustrie, qui est recouverte en partie par l'actuelle Normandie et Paris, constitue leur principale cible sur le territoire français actuel. Le roi des Francs Charles le Simple, incapable d'assurer la défense de son royaume, finit par céder au chef viking Rollon, le comté de Rouen (correspondant plus ou moins à la Haute-Normandie actuelle) à l'issue d'un traité conclu à Saint-Clair-sur-Epte, en échange d’un serment de vassalité (prononcé en 940), l'engagement de Rollon à se faire baptiser et à fixer sur ses territoires ou à défaire les bandes de Vikings qui menaceraient à nouveau le royaume. Cet acte fondateur de la Normandie va donner naissance à un duché quasi indépendant.
L'historiographie médiévale normande a soutenu la thèse d'un peuplement massif de la Neustrie par les Normands. Ainsi les Gesta Normannorum, épopée écrite par le chanoine Dudon de Saint-Quentin à la demande des ducs Richard Ier et Richard II à partir de 990, établissent une version officielle de la colonisation de la Normandie comme colonie de peuplement normand. Selon Mathieu Arnoux et Christophe Maneuvrier :

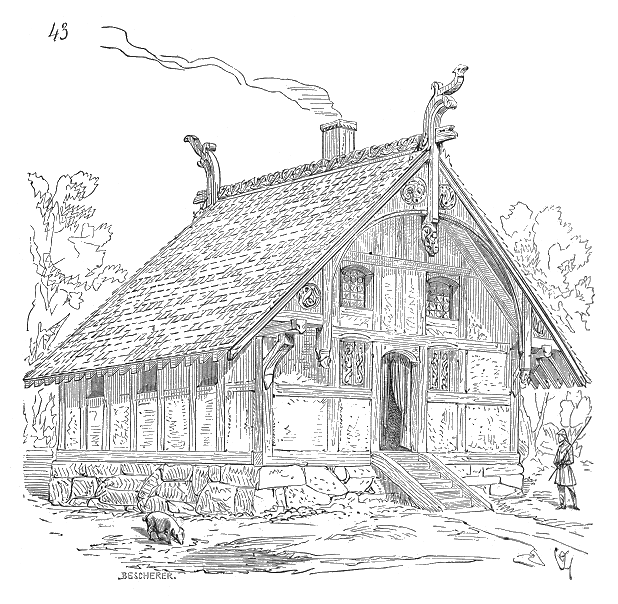
Maison normande de l'Eure qui a gardé selon Viollet-le-Duc de nombreux traits scandinaves

« Le cadre de cette œuvre démiurgique est donc bien évidemment un désert, lieu de tous les commencements possibles [...] L’argument tient donc une place importante dans le récit officiel des origines du duché. Il est pourtant totalement démenti par les faits, archéologiques, religieux ou institutionnels, qui excluent formellement que la Normandie ait pu connaître au Xe siècle une phase de désertion étendue et prolongée. »
On ne peut quantifier le peuplement normand, d'après les sources documentaires, la toponymie et l'ensemble des données linguistiques, le peuplement nordique de la Normandie aurait été surtout danois avec, toutefois, une minorité importante de Norvégiens continentaux et insulaires (d'Irlande) et quelques groupes bandes Varègues venues de Suède. Il y a distorsion entre la richesse du matériel linguistique, notamment la toponymie qui a un caractère nordique évident surtout dans le pays de Caux, la Basse-Seine et le Cotentin, et la pauvreté du matériel archéologique viking, soit qu'on ne l'ait pas suffisamment cherché, soit qu'il y en ait peu. Ce qui fait dire à l'archéologue Jacques Le Maho que l'essentiel du peuplement nordique est le fait de fermiers anglo-scandinaves et non pas de vikings. Cette théorie est d'ailleurs confirmée par la toponymie et l'anthroponymie qui ont un caractère nettement anglo-scandinave avec des noms typiquement vieil-anglais ou scandinaves d'Angleterre.
Comme beaucoup d'autres communautés migratrices, la culture normande fut particulièrement entreprenante et adaptable. Elle s'est rapidement intégrée aux populations locales, dans une société qui est composée d'une élite héritée de la période franque, les homines liberi ou vavasseurs, et de paysans (rustici) qui ne sont pas soumis au servage.
La fusion entre les éléments scandinaves, peu nombreux, et autochtones a contribué à créer le plus puissant état féodal d’Occident. Le dynamisme et le savoir-faire en fait de construction navale, dont témoigne le lexique technique normand, puis français, des nouveaux venus leur permettront de se lancer par la suite à la conquête de l’Angleterre, de l’Italie du Sud, de la Sicile et du Proche-Orient lors des croisades.

## Du royaume de France à la Révolution

### Espaces culturels, nations et provinces dans la France médiévale
À partir du Ier millénaire, l'espace linguistique de la France actuel est déjà formé. La division entre langue d'oïl et langue d'oc est établie comme en témoignent un grand nombre d'auteurs contemporains de l'époque. Gustave Fallot en témoigne par le cri de guerre des croisés au XIe siècle : « Due le volt » dans le Nord, « Diou lou vo » dans le Sud et « Due lou vo » dans l'Est tandis que G.F Burguy dit que provençal et français se différencient déjà à partir du IXe siècle.
Dans le royaume de France, on distingue des nations culturelles et politiques comme en témoigne le fonctionnement de la faculté des arts de l'ancienne université de Paris où les écoliers se répartissaient en quatre groupements appelés « nations » : la nation de Normandie, la nation de Picardie, la nation d’Angleterre, puis d’Allemagne, et la nation de France. Les provinces de France bénéficient d'ailleurs d'une large autonomie avec des parlements autonomes. Dans le régime fiscale d'Ancien Régime on distingue toujours les provinces étrangères des 5 grosses fermes (Anjou, Aunis, Berry, Bourbonnais, Bourgogne, Champagne, Maine, Orléanais, Picardie, Poitou, Touraine). Les provinces étrangères étaient celles qui parlent alors, dans la vie quotidienne, une autre langue que le français : le basque, l'occitan et ses dérivés gascons ou provençal, le catalan, le breton, le gallo, l'alsacien, le flamand. La langue est donc le facteur de division entre ce qui est français (parlant les langues d'oïl) ou étranger (pays d'Oc, flamands, basques, catalans…).
C'est également au Moyen Âge qu'apparait la première idée de nation française délimitée par des frontières naturelles, selon Armand Brette. Il faut toutefois relativiser l'existence d'un nationalisme au Moyen Âge, en particulier parce que l'historiographie récente montre comment l'État-nation, en tant que tel, n'est réellement apparu qu'avec la Révolution française et l'émergence de l'« ère des nationalismes » (Eric Hobsbawm) au XIXe siècle. Certains auteurs, tels Gaines Post, avaient cependant soutenu l'hypothèse d'une ébauche de nationalisme aux XIIIe et XIVe siècles, avec le début de la construction des États territoriaux (royaume d'Angleterre, de France et d'Espagne) liée, selon eux, à l'apparition d'un sentiment de patriotisme (patria communis) unissant les sujets et le souverain dans une même allégeance. En tout état de cause, si nationalisme il y avait, celui-ci différait fortement du nationalisme moderne : l'éclatement du système juridique et linguistique français diffère ainsi largement des conditions modernes du jacobinisme.

### Juifs
| \| Alençon · Alet-les-Bains · Apt · Avignon · Bagnols-sur-Cèze · Beaupréau · Bernis (Gard) · Béziers · Bué · Cangey · Carpentras · La Celle-Guenand · Chalabre (impasse) · Châlons-en-Champagne · Chambéry · Changé · Châteauneuf-de-Gadagne · Châteauneuf-du-Rhône · Châtillon-sur-Seine · Courgains · Crémieu · Dieulefit · Digne-les-Bains · Donzère · Draguignan · Épernay · Étampes · Fanjeaux · La Flèche · Fontenay (Eure) · Fréjus · Grazay · Guérande · La Haie-Fouassière · L'Isle-sur-la-Sorgue · Istres · Le Croisic · Lignières-la-Carelle · Lignol-Le-Château · Lorgues · Lourmarin · Lyon · Malaucène · Le Mans · Marigny-le-Châtel · Marvejols · Le Mesnil-Aubert · Merlieux-et-Fouquerolles · Montaigu (Vendée) · Montélimar · Montmirail (Marne) · Mortagne-sur-Sèvre · Nantes · Nice : Carriera de la Judaria · Niort · Nyons · Parthenay · Pélissanne · Pernes-les-Fontaines · La Perrière (Orne) · Peyruis · Pézenas · Pignans · Le Pin-en-Mauges · Pontlevoy · Le Puy-en-Velay · Richebourg · Riez · Robion · Saint-Fulgent-des-Ormes · Saint-Georges-du-Bois (Maine-et-Loire) · Saint-Gilles (Gard) · Saint-Herblain · Saint-Paul-Trois-Châteaux · Sancerre · Sens · Sézanne · Valence · Valensole · Vallon-sur-Gée · Vienne (Isère) · Viens · Villeneuve-en-Perseigne · Vitry-en-Perthois · Agen · Aix-en-Provence (rue du puits juif) · Argentan · Argoules · Armaucourt · Arnaville · Arquèves · Argentan · Arnaville · Aubencheul-aux-Bois · Augny · Aumale · Aups · Authumes · Autrécourt-sur-Aire · Bacqueville-en-Caux · Ballots · Barembach · Baigneux-les-Juifs · Baugé · Baume-les-Dames · Bavay · Bazoches-sur-Vesles · Behonne · Beaufort-en-Vallée · Bellegarde (Loiret · Bergheim · Berlaimont · Bermonville · Bernaville · Billy-sous-Mangiennes · Blevaincourt · Blois · Bogny-sur-Meuse · Boisbergues · Boncourt-sur-Meuse · Boulay-Moselle · Bourges · Bouxwiller (Bas-Rhin) · Boncourt-sur-Meuse · Boulay-Moselle · Bourges · Bouxwiller (Bas-Rhin) · Brezolles · Brie-Comte-Robert · Brognon (Ardennes) · Brumath · Bruyères-le-Châtel · Bruys · Buchy (Seine-Maritime) · Bué · Bugnicourt · Buis-les-Baronnies · Buxy · Caen · Cambrai · La Carneille · Castilly (Hamel aux Juifs) · Cerisy-la-Salle · Chablis (Yonne) · Chaillon · Châlons-en-Champagne · La Chapelle-Gaceline · Charny (Côte-d'Or) · Charny-sur-Meuse · Chartres · Chaumont-Porcien · Chéhéry · Chevillon (Haute-Marne) · Chuisnes · Cires-lès-Mello · Clermont-Ferrand · Commercy · Corny-Machéroménil · Coullemont · Courtenay (Loiret) · Cousolre · Crasville · Darnétal · Daubeuf-la-Campagne · Dominois · Dompierre-sur-Helpe · Douai · Drachenbronn-Birlenbach · Dury (Somme) · Écardenville-la-Campagne · Échenoz-la-Méline · Épernon · Escarmain · Esquéhéries · Estrun · Étréaupont · Étrepy · Fenétrange · Ferreux-Quincey · Flavy-le-Martel · Florent-en-Argonne · La Folie · Fontaine-Guérin · Foucaucourt-sur-Thabas · Fraillicourt · Francourville · Fresnois-la-Montagne · Froeningen · Gaillefontaine · Gamaches-en-Vexin · Gauville (Somme) · Gennes (Maine-et-Loire) · Gerstheim · Gespunsart · Giverny · Gondrecourt-le-Château · Gonnelieu · Gorron · Gourdon (Lot) · Les Grandes-Ventes · Granville · Gray · Hagenbach · Hannogne-Saint-Rémy · Haute-Amance · Hautmont · Havrincourt · Hohengoeft · Honnecourt-sur-Escaut · Huppy · Ingersheim · Jeanménil · Joigny · Joigny-sur-Meuse · Kingersheim · Krautergersheim · Laferté-sur-Aube · Lagnieu · Joigny · Joigny-sur-Meuse · Kingersheim · Krautergersheim · Laferté-sur-Aube · Lafresguimont-Saint-Martin · Lagnieu · Lametz · Landifay-et-Bertaignemont · Landouzy-la-Ville · Laperrière-sur-Saône · Lays-sur-le-Doubs · Ligny-le-Châtel · Lingolsheim · Livry-sur-Seine · Longueville (Calvados) · Loye-sur-Arnon · Marigny-le-Châtel · Maroilles (Nord) · Marolles-sous-Lignières · Matougues · Maulévrier · Mécrun · Méré (Yonne) · Merlieux-et-Fouquerolles · Mervent · Mézangers · Mignères · Mignières · Milly-la-Forêt · Mommenheim · Mons (Charente) (Prairie des Juifs) · Montcenis · Montebourg · Montgenost · Monthermé · Montmartin-sur-Mer · Montmorency-Beaufort · Montreuil (Pas-de-Calais) · Montreuil-l'Argillé · Moyen · Mulhouse · Mutzig · Mussy-sur-Seine · Nettancourt · Neuillé-Pont-Pierre · La Neuville-à-Maire · La Neuville-au-Pont · Niedermodern · Niedervisse · Nogent-le-Roi (rue du pont aux Juifs) · Norrey-en-Auge · Noyal-Muzillac · Nyoiseau · Obernai · Ollé · Orléans · Pagny-la-Ville · Palinges · Péronne · Péroy-les-Gombries · Pertuis (Vaucluse) · Pierregot · Pipriac (la Noë aux Juifs) · Piseux (la Noé juive) · Pissotte · Plainfaing · Plomion · Poix-du-Nord · Pompierre-sur-Doubs · Pourcy · Préaux · Prisces · Provins · Quiévy · Quincampoix · Regnauville · Reguisheim · Reichshoffen · Remilly-sur-Lozon · Résigny · Ribeauvillé · Richwiller · Riquewihr · Rothonay · Rouen · Rougemont (Côte-d'Or) · Rougemont (Doubs) · Rue (Somme) · Rumaucourt · Ry · Sablé-sur-Sarthe · Sains-Richaumont · Saint-Alexandre (Gard) (Pas des Juifs) · Saint-Blimont · Saint-Denis-d'Anjou · Saint-Denis-de-l'Hôtel · Saint-Dié-des-Vosges · Saint-Florentin (Yonne) · Saint-Genix-sur-Guiers · Saint-Gondon · Saint-Lambert-des-Levées (rue juive) · Saint-Laurent-Nouan · Saint-Martin-d'Ablois · Saint-Maurice-sur-Aveyron · Saint-Nicolas-de-Port · Saint-Pierre-de-Bailleul · Saint-Pierre-Tarentaine · Saint-Rémy (Côte-d'Or) · Saint-Souplet · Sainte-Marguerite-sur-Mer · Sarre-Union · Sarrey · Schalbach · Schirrhoffen · Schweighouse-sur-Moder · Schwenheim · Senaide · Senonches · Seppois-le-Bas · Sommevoire · Soppe-le-Bas · Soufflenheim · Senaide · Seppois-le-Bas · Sommevoire · Soppe-le-Bas · Soufflenheim · Souvigny · Strasbourg · Suèvres · Tarascon · Théméricourt · Thenelles · Thezey-Saint-Martin · Thièvres (Pas-de-Calais) · Le Titre · Trannes · Trois-Fontaines-l'Abbaye · Tronville · Valmy · Varennes-en-Argonne · Vaudrey · Vauvert · Vaux-lès-Rubigny · Vecqueville · Velet · Vertrieu · Vertus · Villebon (Eure-et-Loir) · Villenave d'Ornon (Île des Juifs) · Villers-lès-Mangiennes · Villers-l'Hôpital · Villiers-Fossard · Vironchaux · Vittonville · Volmunster · Le Vrétot · Walschbronn · Westhoffen · Wissembourg · Bellegarde (Loiret) · Bourges · Grussenheim · Ingwiller · Lurcy · Méré (Yonne) · Pont-de-Veyle · La Réole · Rouffach · Schwindratzheim · Vaudelnay · Bazouges-sur-le-Loir · Bonnefontaine · Chaudenay · Faugères · Les Rosiers-sur-Loire · Saumur · Bar-le-Duc (rue du cimetière israélite) · Bordeaux (rue judaïque) · La Canourgue (Montjézieu) · Cavaillon (rue hébraïque) · Clermont-Ferrand (rue Fontgiève) · Courtemaux (la Mort aux Juifs) · Conteville (Eure) (la Judée) · Équeurdreville-Hainneville (la Judée) · Fermanville (la Judée) · Le Guislain (la Judée) · Lavaur (rue Joux-Aygues) · Marseille (traverse du cimetière des Juifs) · Metz (En Jurue) · Périgueux (rue judaïque) · Planquery (la Judée) · Remiremont (chemin des Israélites) · Rions (rue judaïque) · Toulouse (rue Joutx-Aigues) \| indique l'utilisation du terme juif · indique l'utilisation des termes rue juive · indique l'utilisation du terme juiverie · indique l'utilisation d'un autre terme désignant les Juifs |
| Alençon · Alet-les-Bains · Apt · Avignon · Bagnols-sur-Cèze · Beaupréau · Bernis (Gard) · Béziers · Bué · Cangey · Carpentras · La Celle-Guenand · Chalabre (impasse) · Châlons-en-Champagne · Chambéry · Changé · Châteauneuf-de-Gadagne · Châteauneuf-du-Rhône · Châtillon-sur-Seine · Courgains · Crémieu · Dieulefit · Digne-les-Bains · Donzère · Draguignan · Épernay · Étampes · Fanjeaux · La Flèche · Fontenay (Eure) · Fréjus · Grazay · Guérande · La Haie-Fouassière · L'Isle-sur-la-Sorgue · Istres · Le Croisic · Lignières-la-Carelle · Lignol-Le-Château · Lorgues · Lourmarin · Lyon · Malaucène · Le Mans · Marigny-le-Châtel · Marvejols · Le Mesnil-Aubert · Merlieux-et-Fouquerolles · Montaigu (Vendée) · Montélimar · Montmirail (Marne) · Mortagne-sur-Sèvre · Nantes · Nice : Carriera de la Judaria · Niort · Nyons · Parthenay · Pélissanne · Pernes-les-Fontaines · La Perrière (Orne) · Peyruis · Pézenas · Pignans · Le Pin-en-Mauges · Pontlevoy · Le Puy-en-Velay · Richebourg · Riez · Robion · Saint-Fulgent-des-Ormes · Saint-Georges-du-Bois (Maine-et-Loire) · Saint-Gilles (Gard) · Saint-Herblain · Saint-Paul-Trois-Châteaux · Sancerre · Sens · Sézanne · Valence · Valensole · Vallon-sur-Gée · Vienne (Isère) · Viens · Villeneuve-en-Perseigne · Vitry-en-Perthois · Agen · Aix-en-Provence (rue du puits juif) · Argentan · Argoules · Armaucourt · Arnaville · Arquèves · Argentan · Arnaville · Aubencheul-aux-Bois · Augny · Aumale · Aups · Authumes · Autrécourt-sur-Aire · Bacqueville-en-Caux · Ballots · Barembach · Baigneux-les-Juifs · Baugé · Baume-les-Dames · Bavay · Bazoches-sur-Vesles · Behonne · Beaufort-en-Vallée · Bellegarde (Loiret · Bergheim · Berlaimont · Bermonville · Bernaville · Billy-sous-Mangiennes · Blevaincourt · Blois · Bogny-sur-Meuse · Boisbergues · Boncourt-sur-Meuse · Boulay-Moselle · Bourges · Bouxwiller (Bas-Rhin) · Boncourt-sur-Meuse · Boulay-Moselle · Bourges · Bouxwiller (Bas-Rhin) · Brezolles · Brie-Comte-Robert · Brognon (Ardennes) · Brumath · Bruyères-le-Châtel · Bruys · Buchy (Seine-Maritime) · Bué · Bugnicourt · Buis-les-Baronnies · Buxy · Caen · Cambrai · La Carneille · Castilly (Hamel aux Juifs) · Cerisy-la-Salle · Chablis (Yonne) · Chaillon · Châlons-en-Champagne · La Chapelle-Gaceline · Charny (Côte-d'Or) · Charny-sur-Meuse · Chartres · Chaumont-Porcien · Chéhéry · Chevillon (Haute-Marne) · Chuisnes · Cires-lès-Mello · Clermont-Ferrand · Commercy · Corny-Machéroménil · Coullemont · Courtenay (Loiret) · Cousolre · Crasville · Darnétal · Daubeuf-la-Campagne · Dominois · Dompierre-sur-Helpe · Douai · Drachenbronn-Birlenbach · Dury (Somme) · Écardenville-la-Campagne · Échenoz-la-Méline · Épernon · Escarmain · Esquéhéries · Estrun · Étréaupont · Étrepy · Fenétrange · Ferreux-Quincey · Flavy-le-Martel · Florent-en-Argonne · La Folie · Fontaine-Guérin · Foucaucourt-sur-Thabas · Fraillicourt · Francourville · Fresnois-la-Montagne · Froeningen · Gaillefontaine · Gamaches-en-Vexin · Gauville (Somme) · Gennes (Maine-et-Loire) · Gerstheim · Gespunsart · Giverny · Gondrecourt-le-Château · Gonnelieu · Gorron · Gourdon (Lot) · Les Grandes-Ventes · Granville · Gray · Hagenbach · Hannogne-Saint-Rémy · Haute-Amance · Hautmont · Havrincourt · Hohengoeft · Honnecourt-sur-Escaut · Huppy · Ingersheim · Jeanménil · Joigny · Joigny-sur-Meuse · Kingersheim · Krautergersheim · Laferté-sur-Aube · Lagnieu · Joigny · Joigny-sur-Meuse · Kingersheim · Krautergersheim · Laferté-sur-Aube · Lafresguimont-Saint-Martin · Lagnieu · Lametz · Landifay-et-Bertaignemont · Landouzy-la-Ville · Laperrière-sur-Saône · Lays-sur-le-Doubs · Ligny-le-Châtel · Lingolsheim · Livry-sur-Seine · Longueville (Calvados) · Loye-sur-Arnon · Marigny-le-Châtel · Maroilles (Nord) · Marolles-sous-Lignières · Matougues · Maulévrier · Mécrun · Méré (Yonne) · Merlieux-et-Fouquerolles · Mervent · Mézangers · Mignères · Mignières · Milly-la-Forêt · Mommenheim · Mons (Charente) (Prairie des Juifs) · Montcenis · Montebourg · Montgenost · Monthermé · Montmartin-sur-Mer · Montmorency-Beaufort · Montreuil (Pas-de-Calais) · Montreuil-l'Argillé · Moyen · Mulhouse · Mutzig · Mussy-sur-Seine · Nettancourt · Neuillé-Pont-Pierre · La Neuville-à-Maire · La Neuville-au-Pont · Niedermodern · Niedervisse · Nogent-le-Roi (rue du pont aux Juifs) · Norrey-en-Auge · Noyal-Muzillac · Nyoiseau · Obernai · Ollé · Orléans · Pagny-la-Ville · Palinges · Péronne · Péroy-les-Gombries · Pertuis (Vaucluse) · Pierregot · Pipriac (la Noë aux Juifs) · Piseux (la Noé juive) · Pissotte · Plainfaing · Plomion · Poix-du-Nord · Pompierre-sur-Doubs · Pourcy · Préaux · Prisces · Provins · Quiévy · Quincampoix · Regnauville · Reguisheim · Reichshoffen · Remilly-sur-Lozon · Résigny · Ribeauvillé · Richwiller · Riquewihr · Rothonay · Rouen · Rougemont (Côte-d'Or) · Rougemont (Doubs) · Rue (Somme) · Rumaucourt · Ry · Sablé-sur-Sarthe · Sains-Richaumont · Saint-Alexandre (Gard) (Pas des Juifs) · Saint-Blimont · Saint-Denis-d'Anjou · Saint-Denis-de-l'Hôtel · Saint-Dié-des-Vosges · Saint-Florentin (Yonne) · Saint-Genix-sur-Guiers · Saint-Gondon · Saint-Lambert-des-Levées (rue juive) · Saint-Laurent-Nouan · Saint-Martin-d'Ablois · Saint-Maurice-sur-Aveyron · Saint-Nicolas-de-Port · Saint-Pierre-de-Bailleul · Saint-Pierre-Tarentaine · Saint-Rémy (Côte-d'Or) · Saint-Souplet · Sainte-Marguerite-sur-Mer · Sarre-Union · Sarrey · Schalbach · Schirrhoffen · Schweighouse-sur-Moder · Schwenheim · Senaide · Senonches · Seppois-le-Bas · Sommevoire · Soppe-le-Bas · Soufflenheim · Senaide · Seppois-le-Bas · Sommevoire · Soppe-le-Bas · Soufflenheim · Souvigny · Strasbourg · Suèvres · Tarascon · Théméricourt · Thenelles · Thezey-Saint-Martin · Thièvres (Pas-de-Calais) · Le Titre · Trannes · Trois-Fontaines-l'Abbaye · Tronville · Valmy · Varennes-en-Argonne · Vaudrey · Vauvert · Vaux-lès-Rubigny · Vecqueville · Velet · Vertrieu · Vertus · Villebon (Eure-et-Loir) · Villenave d'Ornon (Île des Juifs) · Villers-lès-Mangiennes · Villers-l'Hôpital · Villiers-Fossard · Vironchaux · Vittonville · Volmunster · Le Vrétot · Walschbronn · Westhoffen · Wissembourg · Bellegarde (Loiret) · Bourges · Grussenheim · Ingwiller · Lurcy · Méré (Yonne) · Pont-de-Veyle · La Réole · Rouffach · Schwindratzheim · Vaudelnay · Bazouges-sur-le-Loir · Bonnefontaine · Chaudenay · Faugères · Les Rosiers-sur-Loire · Saumur · Bar-le-Duc (rue du cimetière israélite) · Bordeaux (rue judaïque) · La Canourgue (Montjézieu) · Cavaillon (rue hébraïque) · Clermont-Ferrand (rue Fontgiève) · Courtemaux (la Mort aux Juifs) · Conteville (Eure) (la Judée) · Équeurdreville-Hainneville (la Judée) · Fermanville (la Judée) · Le Guislain (la Judée) · Lavaur (rue Joux-Aygues) · Marseille (traverse du cimetière des Juifs) · Metz (En Jurue) · Périgueux (rue judaïque) · Planquery (la Judée) · Remiremont (chemin des Israélites) · Rions (rue judaïque) · Toulouse (rue Joutx-Aigues) |

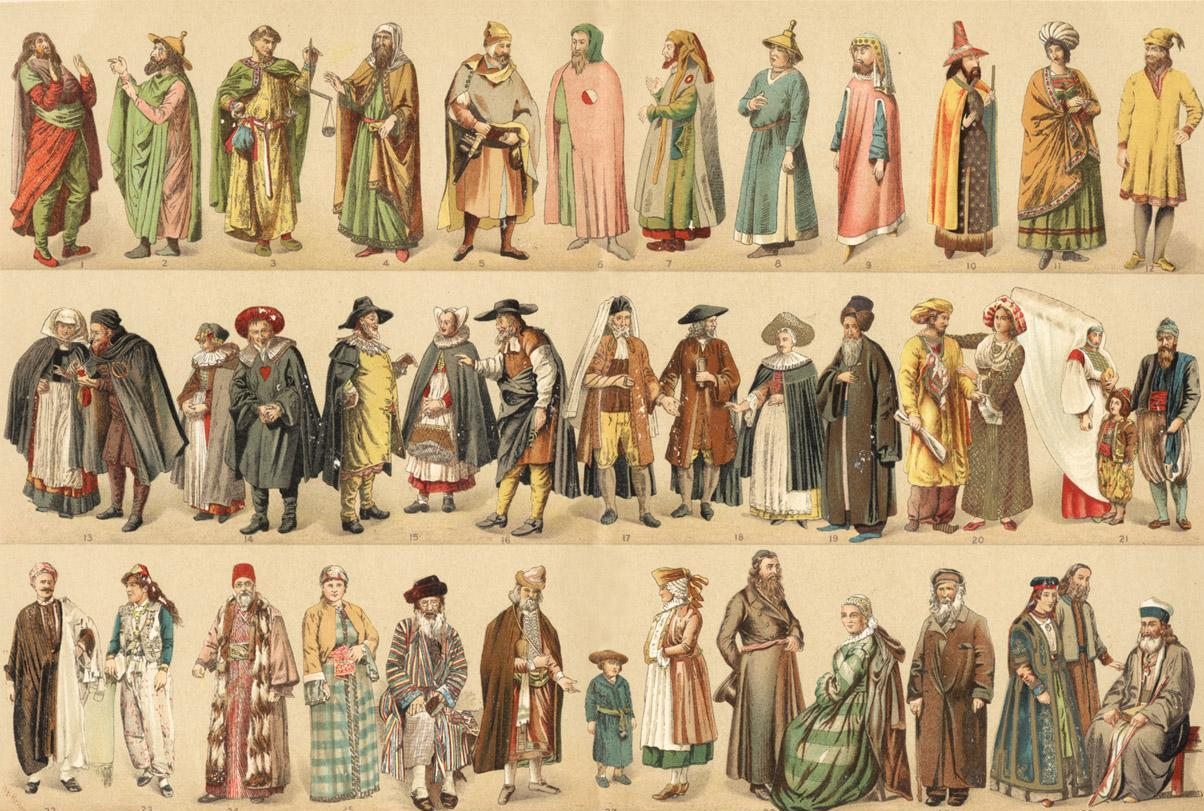
Costumes des juifs français du Moyen Âge à l'époque contemporaine.

Des juifs sont implantés sporadiquement en France depuis l'Antiquité, comme l'atteste l'existence de Hérode Archélaos, fils d’Hérode le Grand, exilé par Auguste à Vienne en l’an 6, en vertu de la loi romaine et de l’édit de Caracalla, du même statut que leurs concitoyens. Pendant le Haut Moyen Âge, ils servent des souverains comme Chilpéric Ier ou Charlemagne.
Au Moyen Âge, les communautés juives forment une nation étrangère qui séjourne par une permission du roi et qui en relèvent directement. Ces communautés sont toujours établies dans des villes où elles sont assignées dans une rue ou dans un quartier. Elles possèdent leurs propres juridictions civiles, leurs notaires, leurs états-civils, leurs cimetières, leurs fours à pain, et sont représentées par un syndic. Ainsi à Paris, on désigne la rue de la Vannerie dans la Cité comme la rue de la Juiverie. Dans le Midi, elles vivent aussi en communautés organisées en marge des municipalités ou consulats: à Perpignan, le quartier juif, appelé Aljaïma, est administré par deux syndics élu par la communauté et un scribe. Les Juifs du pape (Avignon, Cavaillon, Carpentras) forment une nation dirigée par des bailes ou consuls.
Le recensement des Juifs de Paris (1 500 pour 150 000 habitants) permet d'évaluer qu'à l'époque de Philippe le Bel, les Juifs représentent 1 % de la population française, pourcentage qui va en s'amenuisant jusqu'à l'exil définitif de 1394. En 1306, le Trésor étant vide, le roi fait arrêter les Juifs, leur fait signifier leur exil et saisit leurs propriétés y compris leurs créances. On a pu estimer le nombre de Juifs exilés à plus de cent mille. Ils sont rappelés en 1315.
Victimes de nombreuses discriminations et persécutions, les populations chrétiennes les accusent de nombreux maux (enlèvements d'enfants, empoisonnement des puits, propagation de la peste etc.). Finalement, les juifs sont définitivement expulsés de France sous Charles VI le Fol qui signe, le 17 septembre 1394, un arrêt interdisant aux Juifs de séjourner dans le royaume. Toutefois les juifs continuent à résider dans le Midi de la France et dans les territoires du Saint-Empire romain germanique rattachés plus tard à la France (en particulier en Alsace et en Lorraine).
Quand éclate la Révolution française, il y a 40 000 juifs dans le royaume, dont près de la moitié vivent en Alsace. Selon le recensement de 1866, la France compte 90 000 Juifs (soit environ le double de ce qu'ils étaient au début du siècle) dont 36 000 en Alsace. La perte de l'Alsace et d'une partie de la Lorraine est a pour conséquence que le recensement de 1872 ne compte plus que 49 000 Juifs. Toutefois, beaucoup des Juifs d'Alsace et de Lorraine (15 000 soit près de 40 %), choisissent de quitter l'Alsace ou la Lorraine allemandes et d'émigrer vers la France. Les estimations du Consistoire indiquent 60 000 Juifs en France en 1882 et 71 000 en 1897.
Durant l'entre-deux guerres, la communauté juive de France se transforme rapidement. La révolution russe, la recrudescence de l'antisémitisme en Europe centrale et orientale, le succès même de l'Alliance israélite universelle, qui donne une culture française aux Juifs de Grèce ou de Turquie, entraînent à nouveau une forte immigration juive vers la France, si bien qu'on estime à 200 000 le nombre de Juifs en 1930. La montée du nazisme en Allemagne accélère ce mouvement et on évalue aujourd'hui à 300 000 le nombre de Juifs en France à la veille de la Seconde Guerre mondiale auxquels s'ajoutent les 110 000 Juifs d'Algérie.
Après la Seconde Guerre mondiale, le judaïsme français est exsangue. Un quart des Juifs présents en France au début de la guerre ont disparu. De 1948 à 1967, environ 235 000 Juifs d'Afrique du Nord se réfugient en France, principalement quand ils sont citoyens français (comme en Algérie, indépendante en 1962) ou francophones (dans les autres pays d'Afrique du Nord comme le Maroc et la Tunisie, indépendants en 1956, ou l'Égypte, pays qui compte une importante population juive francophone). Ces Juifs nord-africains forment une part importante des « pieds-noirs ». De ce fait, la population juive en France bondit, entre 1950 et 1976, de 225 000 à 650 000 personnes environ.

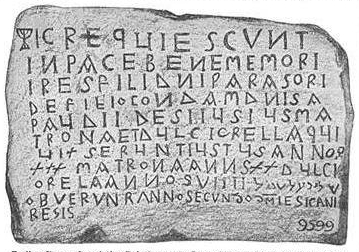
Inscription funéraire de Narbonne (689)
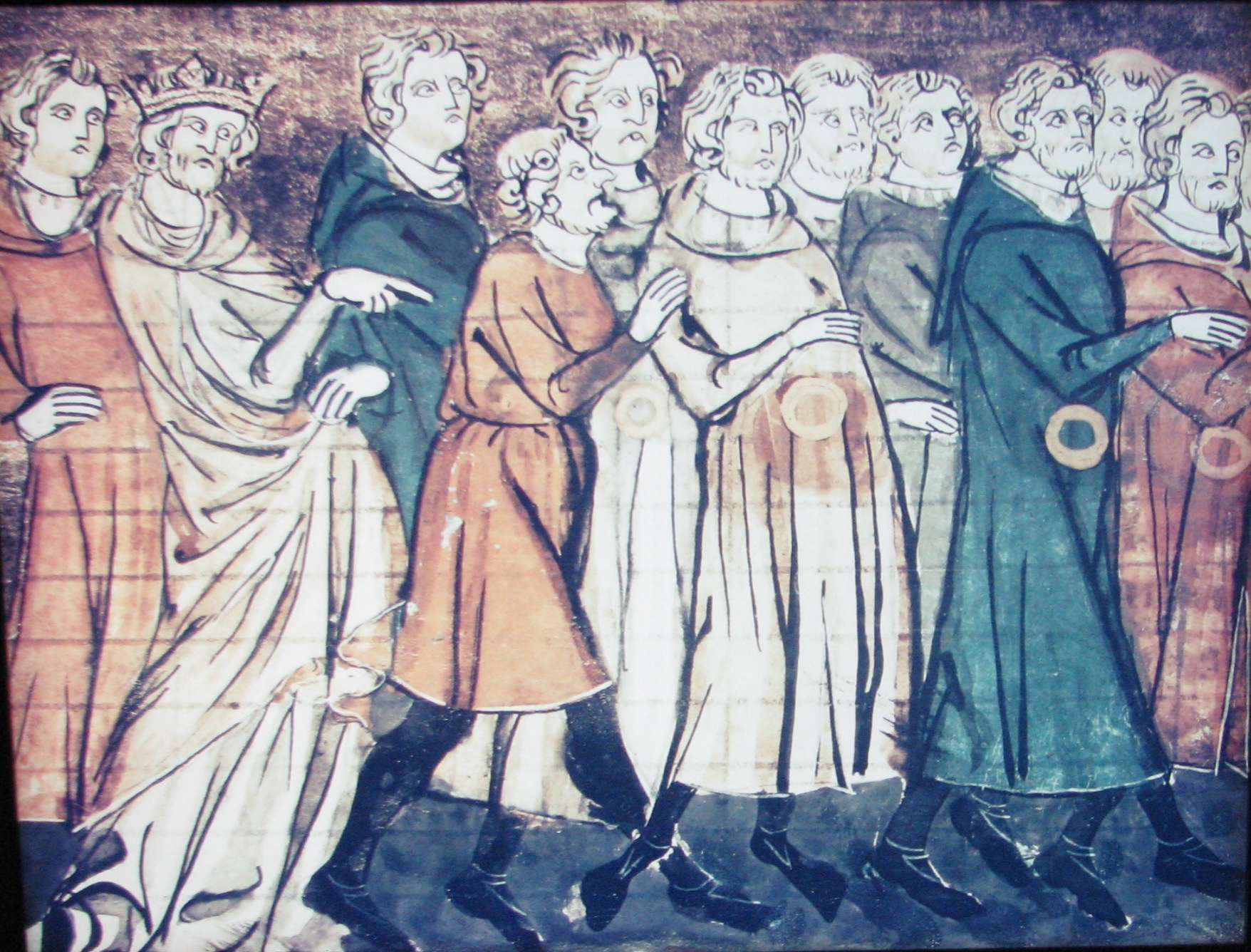
Expulsion des Juifs en 1182. Miniature des Grandes Chroniques de France.
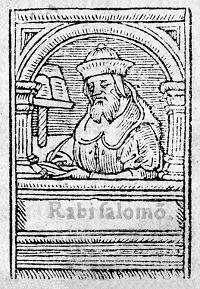
Rachi de Troyes (1040-1106)
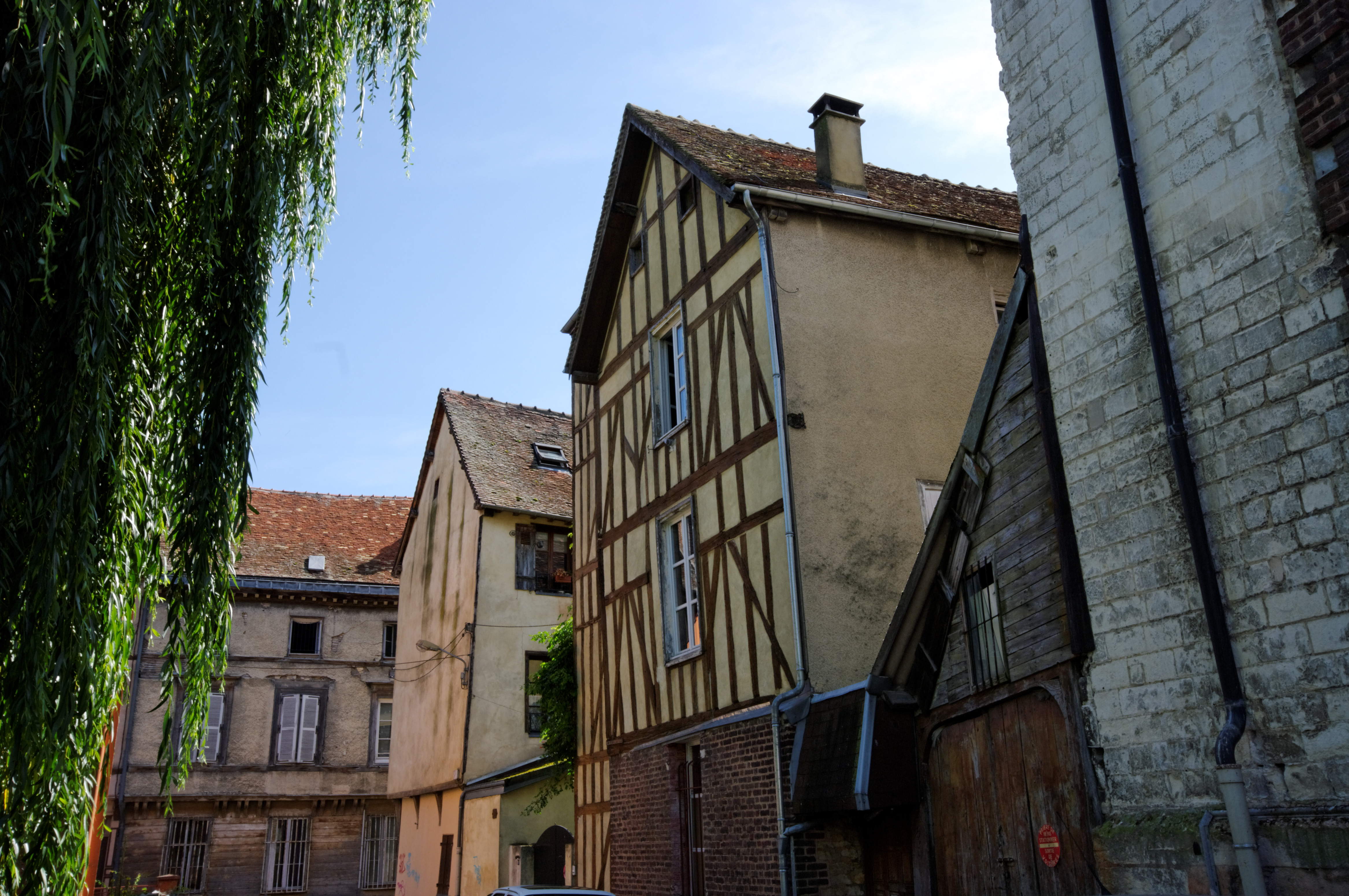
Vieux quartier juif de Troyes.
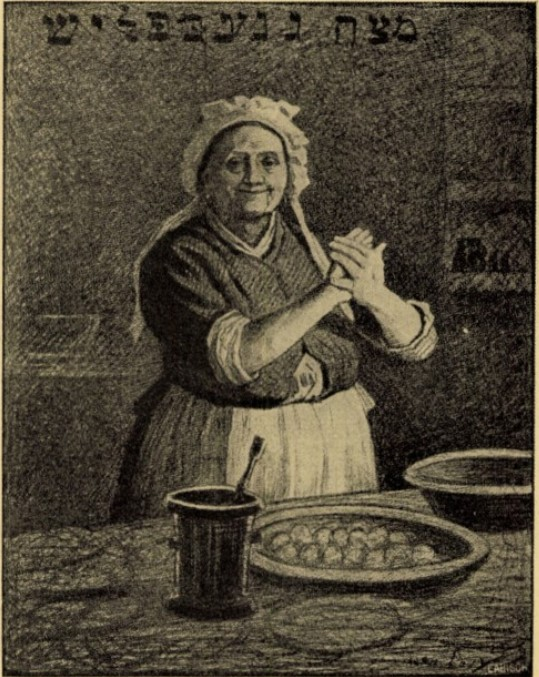
Alphonse Lévy, la préparation de boulettes de Matzot chez les juifs alsaciens

## Fin duXVIIIesiècleauXXIesiècle
Dès la fin du XVIIIe siècle les familles françaises limitèrent le nombre de leurs enfants soit un siècle plus tôt que les autres pays européens. Près de quatre millions d'Européens auraient migré vers la France entre 1851 et 1946. Cette immigration devient un phénomène notable au cours des années 1920, notamment pour pallier les lourdes pertes humaines causées par la Première Guerre mondiale. Au XIXe siècle, 60 millions d’Européens quittent le Continent et la France reste le seul pays avec une immigration.
Sur 27 millions d’Italiens qui émigrent de 1876 à 1985, 6 millions viennent en France, et 3,3 millions s’y installent. La population française d'ascendance italienne est estimée entre 4 millions de personnes soit environ 7 % de la population totale à 5 millions, soit 8 % de la population totale. Sur deux générations, les personnes d'origine italienne étaient 1,1 million en 2020.
À partir du milieu des années 1950, souffrant de la dictature de Salazar qui sévit au Portugal depuis 1926, de nombreux Portugais émigrent vers la France. Selon l'historien Victor Pereira, environ 900 000 Portugais auraient émigré en France entre 1957 et 1974, dont plus de la moitié de manière clandestine. L'historien estime qu'en 1975, la communauté portugaise installée en France atteignait 750 000 personnes, constituant la première communauté étrangère en France. La démographe Michèle Tribalat estime en 2011 à au moins 1,5 million les personnes d'origine portugaise sur trois générations soit 2,7 % de la population française des moins de 60 ans.
L'immigration s'intensifie après la Seconde Guerre mondiale à travers un recours à des populations d'origines extra-européennes, provenant en grande partie des pays issus du second empire colonial. Selon l'INSEE, les personnes issues de l'immigration extra-européenne représentaient en 2020, sur deux générations, 9,1 millions de personnes (4,5 millions du Maghreb, 2,1 millions d'Afrique subsaharienne, 0,6 million de Turquie, 0,3 million de l'ex-Indochine  et 1,6 million d'autres régions du monde), soit 13,6 % de la population de la France hors Mayotte (17,8 % chez les moins de 30 ans). L'immigration extra-européenne est particulièrement concentrée dans la région Île-de-France. Ainsi selon l'Insee, 32 % des Franciliens âgés de 18 à 50 ans en 2008 étaient d'origine non européenne sur deux générations (14 % du Maghreb, 7 % d'Afrique Subsaharienne, 4 % des DOM, 3 % d'Asie, 1 % de Turquie, 3 % d'autres régions).